# Hráčské statistiky Petry Kvitové
Hráčské statistiky Petry Kvitové zahrnují výsledky tenisové kariéry profesionální tenistky, která se stala třetí Češkou figurující na druhém místě žebříčku WTA.
Na okruhu WTA vyhrála jednatřicet singlových titulů, včetně wimbledonských trofejí z let 2011 a 2014. V rámci okruhu ITF přidala sedm turnajových výher z dvouhry. Stala se také šampionkou týmových soutěžích – šestkrát zvítězila ve Fed Cupu a jednou na Hopmanově poháru. Z ženské dvouhry Riodejaneirské olympiády 2016 si odvezla bronzovou medaili.

## Milníky kariéry
V hlavní soutěži okruhu WTA Tour debutovala 31. července 2007 prohrou s Martou Domachowskou na stockholmském Nordea Nordic Light Open 2007. V lednu 2009 vyhrála premiérový titul na australském Moorilla Hobart International po finálovém vítězství nad krajankou Ivetou Benešovou. V září téhož roku poprvé porazila úřadující světovou jedničku, když ve třetím kole US Open 2009 vyřadila Rusku Dinaru Safinovou. Do semifinále grandslamu se premiérově podívala ve Wimbledonu 2010. Cestou pavoukem na její raketě skončily také Caroline Wozniacká a Viktoria Azarenková. Mezi poslední čtveřicí však nestačila na světovou jedničku a pozdější šampionku Serenu Williamsovou.

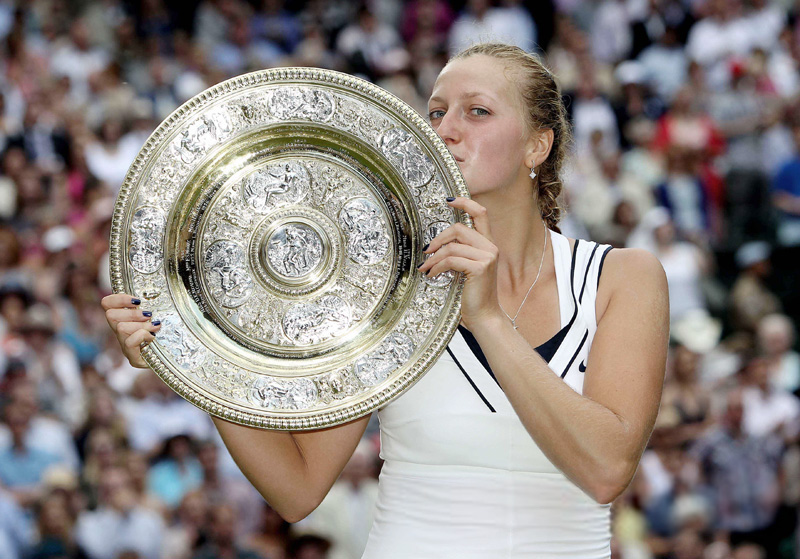
První Grand Slam vyhrála ve wimbledonské dvouhře 2011

Průlomovou sezónou se pro ni stal rok 2011, jenž otevřela lednovou trofejí na Brisbane International, následovanou premiérovým postupem do čtvrtfinále Australian Open. V něm však nestačila na ruskou světovou dvojku Věru Zvonarevovou. Během února si odvezla první vavřín z kategorie Premier. Na pařížském Open GDF Suez 2011 porazila v závěrečném boji nastupující světovou jedničku Kim Clijstersovou, pro niž to bylo poslední finále kariéry. V první polovině května si připsala debutový vařín v druhé nejvyšší úrovni Premier Mandatory. V závěru antukového Mutua Madrid Open 2011 na ni nenašla recept Viktoria Azarenková. Po turnaji se jako šestá Češka v historii, a první od roku 2007, premiérově posunula do elitní světové desítky, když jí patřilo 10. místo. V červenci dosáhla na grandslamový titul z travnatého Wimbledonu 2011 díky finálovému vítězství nad Ruskou Marii Šarapovovou. Celoroční výsledky ji poprvé posunuly na závěrečný Turnaj mistryň 2011 pro nejlepší hráčky okruhu. Sérií čtyř výher prošla do finále, v němž si podruhé během týdne poradila se světovou čtyřkou Viktorií Azarenkovou. Stala se tak třetí tenistkou, která zvítězila při prvním startu. Den po triumfu, 31. října 2011, jí premiérově patřila pozice světové dvojky.
Semifinále na Australian Open 2012 a French Open 2012 dosáhla kariérních maxim. V obou případech ji však zastavila Šarapovová. Poprvé zavítala na Hopmanův pohár 2012, kde reprezentovala Českou republiku s Tomášem Berdychem. Ve finále přehráli Francii a slavili titul. V létě se stala šampionkou US Open Series, když vybojovala trofeje na Canada Masters 2012 a New Haven Open at Yale 2012.

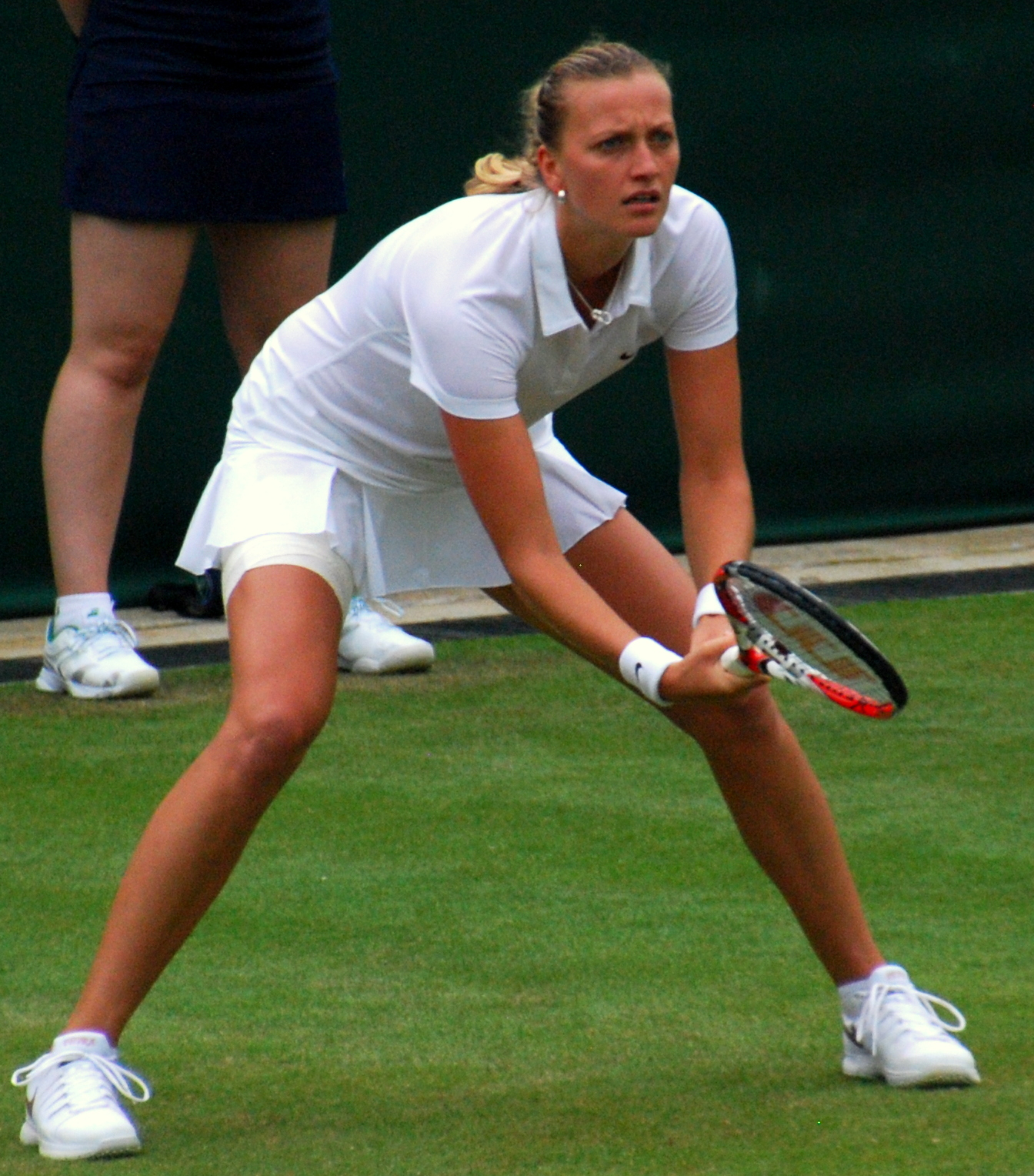
Druhý wimbledonský titul přidala v roce 2014

Druhou grandslamovou trofej získala ve Wimbledonu 2014 po drtivé finálové výhře nad Kanaďankou Eugenie Bouchardovou. Podle sportovního novináře Petera Boda předvedla jeden z nejlepších výkonů v historii dvouher grandslamových finále vůbec. V létě se potřetí v řadě probojovala do přímého boje o titul na Connecticut Open 2014, kde na ni nenašla recept Magdaléna Rybáriková. O měsíc později zvítězila na premiérovém ročníku Wuhan Open. Po pěti porážkách porazila poprvé Serenu Williamsovou v semifinále Mutua Madrid Open 2015, z něhož si odvezla druhý vavřín. Na US Open 2015 vylepšila osobní maximum postupem do čtvrtfinále. Prvním turnajem, na němž si připsala třetí trofej, se stal Connecticut Open. Ve finále ročníku 2015 zdolala Lucii Šafářovou. Sezóna 2015 se stala pátou v řadě, jíž zakončila v elitní světové desítce.
Na XXXI. letních olympijských hrách v Riu de Janeiru získala bronzovou medaili v ženské dvouhře po výhře nad americkou světovou devítkou Madison Keysovou. V listopadu přidala premiérový triumf ze závěrečného turnaje sezóny WTA Elite Trophy 2016, přezdívaného „malý Turnaj mistryň“,když na ni ve finále nestačila Ukrajinka Elina Svitolinová a stala se tak první tenistkou, která ovládla obě závěrečné události sezóny vždy při svém debutu. Ziskem páté trofeje ve Fed Cupu v roce 2016, po finálové výhře nad Francií, se stala nejúspěšnější českou reprezentantkou, když překonala čtyři tituly Heleny Sukové z osmdesátých let 20. století.
Dvacátým prvním titulem kariéry na petrohradském St. Petersburg Ladies Trophy 2018 se stala vůbec první levorukou šampionkou dvouhry jakéhokoli turnaje WTA Tour v Rusku a mezi aktivními tenistkami se v počtu titulů osamostatnila na 5. místě za Serenou a Venus Williamsovými, Šarapovovou a Wozniackou. Jako první hráčka zvítězila třikrát na antukovém Madrid Open z kategorie Premier Mandatory, když si třetí triumf připsala v roce 2018. Pět singlových titulů v sezóně 2018 představovalo nejvyšší počet ze všech hráček okruhu. Poslední z nich vybojovala obhajobou již na červnovém Nature Valley Classic. V závěru roku pak získala šestý pohár z Fed Cupu 2018, jímž se posunula na třetí místo historických statistik soutěže, po bok Američanky Rosemary Casalsové.

## Umístění na žebříčku

### Žebříčkový posun
| Premiérové průniky na žebříčku WTA | Premiérové průniky na žebříčku WTA | Premiérové průniky na žebříčku WTA | Premiérové průniky na žebříčku WTA | Premiérové průniky na žebříčku WTA                                                                |
| do úrovně                          | posun                              | růst                               | klasifikována                      | vydání žebříčku v týdnu po                                                                        |
| ---------------------------------- | ---------------------------------- | ---------------------------------- | ---------------------------------- | ------------------------------------------------------------------------------------------------- |
| Top 200                            | 214. → 158.                        | ▲56                                | 29. října 2007                     | finále Ritro Slovak Open (ITF 100 000 $+H)                                                        |
| Top 100                            | 123. → 98.                         | ▲25                                | 14. dubna 2008                     | vítězství Trofeo Hinaco Monzón (ITF 75 000 $)                                                     |
| Top 50                             | 57. → 44.                          | ▲13                                | 20. října 2008                     | čtvrtfinále Zurich Open                                                                           |
| Top 20                             | 28. → 18.                          | ▲10                                | 31. ledna 2011                     | čtvrtfinále Australian Open                                                                       |
| Top 10                             | 18. → 10.                          | ▲8                                 | 9. května 2011                     | vítězství Mutua Madrid Open                                                                       |
| Top 5                              | 6. → 5.                            | ▲1                                 | 3. října 2011                      | semifinále Toray Pan Pacific Open                                                                 |
| Top 3                              | 4. → 3.                            | ▲1                                 | 24. října 2011                     | nehrála                                                                                           |
| Top 2                              | 3. → 2.                            | ▲1                                 | 31. října 2011                     | vítězství WTA Tour Championships (po Navrátilové a Novotné třetí česká tenistka světovou dvojkou) |

### Počet týdnů
| Počet týdnů na žebříčku WTA                            | Počet týdnů na žebříčku WTA | Počet týdnů na žebříčku WTA | Počet týdnů na žebříčku WTA | Počet týdnů na žebříčku WTA |
| do úrovně                                              | poprvé                      | naposledy                   | počet týdnů                 | nejvíc v řadě               |
| ------------------------------------------------------ | --------------------------- | --------------------------- | --------------------------- | --------------------------- |
| Top 100                                                | 14. dubna 2008              | aktivní (883)               | 883                         | 883                         |
| Top 50                                                 | 20. října 2008              | 31. března 2024             | 790                         | 697                         |
| Top 30                                                 | 5. července 2010            | 31. března 2024             | 665                         | 561                         |
| Top 20                                                 | 31. ledna 2011              | 17. března 2024             | 613                         | 351                         |
| Top 10                                                 | 9. května 2011              | 20. srpna 2023              | 415                         | 137                         |
| Top 5                                                  | 3. října 2011               | 23. června 2019             | 145                         | 69                          |
| Top 3                                                  | 24. října 2011              | 12. května 2019             | 53                          | 28                          |
| Top 2                                                  | 31. října 2011              | 12. května 2019             | 27                          | 15                          |
| tučně – aktivní šňůra, aktualizováno 28. července 2025 |                             |                             |                             |                             |

## Nejobtížnější cesty za titulem dle žebříčku soupeřek
Nejobtížnější cesty Petry Kvitové za titulem podle žebříčkového postavení soupeřek během turnaje:
| Poř.                                                      | ⌀ WTA | turnaj                            | turnaj                   |
| --------------------------------------------------------- | ----- | --------------------------------- | ------------------------ |
| 1.                                                        | 5,20  | WTA Tour Championships 2011       | Istanbul, Turecko        |
| 2.                                                        | 11,00 | Connecticut Open 2015             | New Haven, Spojené státy |
| 3.                                                        | 15,83 | Wuhan Open 2016                   | Wu-chan, Čína            |
| 4.                                                        | 17,20 | St. Petersburg Ladies Trophy 2018 | Petrohrad, Rusko         |
| 5.                                                        | 17,8  | Sydney International 2019         | Sydney, Austrálie        |
| 6.                                                        | 20,00 | WTA Elite Trophy 2016             | Ču-chaj, Čína            |
| ⌀ WTA – průměr žebříčkového postavení soupeřek na turnaji |       |                                   |                          |

## Finále velkých turnajů

### Grand Slam

#### Ženská dvouhra: 3 (2–1)
| Stav       | Rok  | Turnaj          | Povrch | Soupeřka ve finále  | Výsledek           |
| ---------- | ---- | --------------- | ------ | ------------------- | ------------------ |
| Vítězka    | 2011 | Wimbledon       | tráva  | Maria Šarapovová    | 6–3, 6–4           |
| Vítězka    | 2014 | Wimbledon (2)   | tráva  | Eugenie Bouchardová | 6–3, 6–0           |
| Finalistka | 2019 | Australian Open | tvrdý  | Naomi Ósakaová      | 6–7(2–7), 7–5, 4–6 |

### Turnaj mistryň

#### Dvouhra: 2 (1–1)
| Stav       | Rok  | Turnaj             | Povrch    | Soupeřka ve finále  | Výsledek      |
| ---------- | ---- | ------------------ | --------- | ------------------- | ------------- |
| Vítězka    | 2011 | Istanbul, Turecko  | tvrdý (h) | Viktoria Azarenková | 7–5, 4–6, 6–3 |
| Finalistka | 2015 | Singapur, Singapur | tvrdý (h) | Agnieszka Radwańská | 2−6, 6−4, 3−6 |

### Finále Premier Mandatory & Premier 5 / WTA 1000

#### Dvouhra: 13 (9–4)
| Stav       | rok  | turnaj                         | povrch | soupeřka ve finále   | výsledek           |
| ---------- | ---- | ------------------------------ | ------ | -------------------- | ------------------ |
| Vítězka    | 2011 | Madrid, Španělsko              | antuka | Viktoria Azarenková  | 7–6(7–3), 6–4      |
| Vítězka    | 2012 | Montréal, Kanada               | tvrdý  | Li Na                | 7–5, 2–6, 6–3      |
| Vítězka    | 2013 | Tokio, Japonsko                | tvrdý  | Angelique Kerberová  | 6–2, 0–6, 6–3      |
| Vítězka    | 2014 | Wu-chan, Čína                  | tvrdý  | Eugenie Bouchardová  | 6–3, 6–4           |
| Finalistka | 2014 | Peking, Čína                   | tvrdý  | Maria Šarapovová     | 4–6, 6–2, 3–6      |
| Vítězka    | 2015 | Madrid, Španělsko (2)          | antuka | Světlana Kuzněcovová | 6–1, 6–2           |
| Vítězka    | 2016 | Wu-chan, Čína (2)              | tvrdý  | Dominika Cibulková   | 6–1, 6–1           |
| Vítězka    | 2018 | Dauhá, Katar                   | tvrdý  | Garbiñe Muguruzaová  | 3–6, 6–3, 6–4      |
| Vítězka    | 2018 | Madrid, Španělsko (3)          | antuka | Kiki Bertensová      | 7–6(8–6), 4–6, 6–3 |
| Finalistka | 2019 | Dubaj, Spojené arabské emiráty | tvrdý  | Belinda Bencicová    | 3–6, 6–1, 2–6      |
| Finalistka | 2020 | Dauhá, Katar                   | tvrdý  | Aryna Sabalenková    | 3–6, 3–6           |
| Finalistka | 2022 | Cincinnati, Spojené státy      | tvrdý  | Caroline Garciaová   | 2–6, 4–6           |
| Vítězka    | 2023 | Miami, Spojené státy           | tvrdý  | Jelena Rybakinová    | 7–6(16–14), 6–2    |

## Zápasy o olympijské medaile

### Ženská dvouhra: 1 (1 bronz)
| Medaile | Datum          | Turnaj                   | Povrch | Soupeřka        | Výsledek      |
| ------- | -------------- | ------------------------ | ------ | --------------- | ------------- |
| Bronz   | 13. srpna 2016 | Rio de Janeiro, Brazílie | tvrdý  | Madison Keysová | 7–5, 2–6, 6–2 |

## Finále na okruhu WTA Tour

### Dvouhra: 42 (31–11)
| Legenda                                        |
| ---------------------------------------------- |
| Grand Slam (2–1)                               |
| Turnaj mistryň (1–1)                           |
| WTA Elite Trophy (1–0)                         |
| Premier Mandatory & Premier 5 / WTA 1000 (9–4) |
| Premier / WTA 500 (14–2)                       |
| International / WTA 250 (4–3)                  |

| Finále dle povrchu |
| ------------------ |
| tvrdý (20–9)       |
| tráva (6–1)        |
| antuka (5–1)       |
| koberec (0–0)      |

| Stav       | č.  | datum             | turnaj                                    | kategorie         | povrch     | soupeřka ve finále     | výsledek            |
| ---------- | --- | ----------------- | ----------------------------------------- | ----------------- | ---------- | ---------------------- | ------------------- |
| Vítězka    | 1.  | 16. ledna 2009    | Hobart, Austrálie                         | International     | tvrdý      | Iveta Benešová         | 7–5, 6–1            |
| Finalistka | 1.  | 18. října 2009    | Linec, Rakousko                           | International     | tvrdý (h)  | Yanina Wickmayerová    | 3–6, 4–6            |
| Vítězka    | 2.  | 8. ledna 2011     | Brisbane, Austrálie                       | International     | tvrdý      | Andrea Petkovicová     | 6–1, 6–3            |
| Vítězka    | 3.  | 13. února 2011    | Paříž, Francie                            | Premier           | tvrdý (h)  | Kim Clijstersová       | 6–4, 6–3            |
| Vítězka    | 4.  | 8. května 2011    | Madrid, Španělsko                         | Premier Mandatory | antuka     | Viktoria Azarenková    | 7–6(7–3), 6–4       |
| Finalistka | 2.  | 18. června 2011   | Eastbourne, Spojené království            | Premier           | tráva      | Marion Bartoliová      | 1–6, 6–4, 5–7       |
| Vítězka    | 5.  | 2. července 2011  | Wimbledon, Londýn, Spojené království     | Grand Slam        | tráva      | Maria Šarapovová       | 6–3, 6–4            |
| Vítězka    | 6.  | 16. října 2011    | Linec, Rakousko                           | International     | tvrdý (h)  | Dominika Cibulková     | 6–4, 6–1            |
| Vítězka    | 7.  | 30. října 2011    | Istanbul, Turecko                         | Turnaj mistryň    | tvrdý (h)  | Viktoria Azarenková    | 7–5, 4–6, 6–3       |
| Vítězka    | 8.  | 13. srpna 2012    | Montréal, Kanada                          | Premier 5         | tvrdý      | Li Na                  | 7–5, 2–6, 6–3       |
| Vítězka    | 9.  | 26. srpna 2012    | New Haven, Spojené státy                  | Premier           | tvrdý      | Maria Kirilenková      | 7–6(11–9), 7–5      |
| Vítězka    | 10. | 23. února 2013    | Dubaj, Spojené arabské emiráty            | Premier           | tvrdý      | Sara Erraniová         | 6–2, 1–6, 6–1       |
| Finalistka | 3.  | 14. dubna 2013    | Katovice, Polsko                          | International     | antuka (h) | Roberta Vinciová       | 6–7(2–7), 1–6       |
| Finalistka | 4.  | 24. srpna 2013    | New Haven, Spojené státy                  | Premier           | tvrdý      | Simona Halepová        | 2–6, 2–6            |
| Vítězka    | 11. | 28. září 2013     | Tokio, Japonsko                           | Premier 5         | tvrdý      | Angelique Kerberová    | 6–2, 0–6, 6–3       |
| Vítězka    | 12. | 5. července 2014  | Wimbledon, Londýn, Spojené království (2) | Grand Slam        | tráva      | Eugenie Bouchardová    | 6–3, 6–0            |
| Vítězka    | 13. | 23. srpna 2014    | New Haven, Spojené státy (2)              | Premier           | tvrdý      | Magdaléna Rybáriková   | 6–4, 6–2            |
| Vítězka    | 14. | 27. září 2014     | Wu-chan, Čína                             | Premier 5         | tvrdý      | Eugenie Bouchardová    | 6–3, 6–4            |
| Finalistka | 5.  | 5. října 2014     | Peking, Čína                              | Premier Mandatory | tvrdý      | Maria Šarapovová       | 4–6, 6–2, 3–6       |
| Vítězka    | 15. | 16. ledna 2015    | Sydney, Austrálie                         | Premier           | tvrdý      | Karolína Plíšková      | 7–6(7–5), 7–6(8–6)  |
| Vítězka    | 16. | 9. května 2015    | Madrid, Španělsko (2)                     | Premier Mandatory | antuka     | Světlana Kuzněcovová   | 6–1, 6–2            |
| Vítězka    | 17. | 29. srpna 2015    | New Haven, Spojené státy (3)              | Premier           | tvrdý      | Lucie Šafářová         | 6–7(6–8), 6–2, 6–2  |
| Finalistka | 6.  | 1. listopadu 2015 | Singapur, Singapur                        | Turnaj mistryň    | tvrdý (h)  | Agnieszka Radwańská    | 2−6, 6−4, 3−6       |
| Vítězka    | 18. | 1. října 2016     | Wu-chan, Čína (2)                         | Premier 5         | tvrdý      | Dominika Cibulková     | 6−1, 6−1            |
| Finalistka | 7.  | 22. října 2016    | Lucemburk, Lucembursko                    | International     | tvrdý (h)  | Monica Niculescuová    | 4−6, 0−6            |
| Vítězka    | 19. | 6. listopadu 2016 | Ču-chaj, Čína                             | Elite Trophy      | tvrdý (h)  | Elina Svitolinová      | 6–4, 6–2            |
| Vítězka    | 20. | 25. června 2017   | Birmingham, Spojené království            | Premier           | tráva      | Ashleigh Bartyová      | 4–6, 6–3, 6–2       |
| Vítězka    | 21. | 4. února 2018     | Petrohrad, Rusko                          | Premier           | tvrdý (h)  | Kristina Mladenovicová | 6–1, 6–2            |
| Vítězka    | 22. | 18. února 2018    | Dauhá, Katar                              | Premier 5         | tvrdý      | Garbiñe Muguruzaová    | 3–6, 6–3, 6–4       |
| Vítězka    | 23. | 5. května 2018    | Praha, Česko                              | International     | antuka     | Mihaela Buzărnescuová  | 4–6, 6–2, 6-3       |
| Vítězka    | 24. | 12. května 2018   | Madrid, Španělsko (3)                     | Premier Mandatory | antuka     | Kiki Bertensová        | 7–6 (8–6), 4–6, 6-3 |
| Vítězka    | 25. | 24. června 2018   | Birmingham, Spojené království (2)        | Premier           | tráva      | Magdaléna Rybáriková   | 4–6, 6–1, 6-2       |
| Vítězka    | 26. | 12. ledna 2019    | Sydney, Austrálie (2)                     | Premier           | tvrdý      | Ashleigh Bartyová      | 1–6, 7–5, 7–6 (7–3) |
| Finalistka | 8.  | 26. ledna 2019    | Australian Open, Melbourne, Austrálie     | Grand Slam        | tvrdý      | Naomi Ósakaová         | 6–7(2–7), 7–5, 4–6  |
| Finalistka | 9.  | 23. února 2019    | Dubaj, Spojené arabské emiráty            | Premier 5         | tvrdý      | Belinda Bencicová      | 3–6, 6–1, 2–6       |
| Vítězka    | 27. | 28. dubna 2019    | Stuttgart, Německo                        | Premier           | antuka (h) | Anett Kontaveitová     | 6–3, 7–6 (7–2)      |
| Finalistka | 10. | 29. února 2020    | Dauhá, Katar                              | Premier 5         | tvrdý      | Aryna Sabalenková      | 3–6, 3–6            |
| Vítězka    | 28. | 6. března 2021    | Dauhá, Katar (2)                          | WTA 500           | tvrdý      | Garbiñe Muguruzaová    | 6–2, 6–1            |
| Vítězka    | 29. | 25. června 2022   | Eastbourne, Spojené království            | WTA 500           | tráva      | Jeļena Ostapenková     | 6–3, 6–2            |
| Finalistka | 11. | 21. srpna 2022    | Cincinnati, Spojené státy                 | WTA 1000          | tvrdý      | Caroline Garciaová     | 2–6, 4–6            |
| Vítězka    | 30. | 1. dubna 2023     | Miami, Spojené státy                      | WTA 1000          | tvrdý      | Jelena Rybakinová      | 7–6(16–14), 6–2     |
| Vítězka    | 31. | 25. června 2023   | Berlín, Německo                           | WTA 500           | tráva      | Donna Vekićová         | 6–2, 7–6(8–6)       |

## Finále na ženském okruhu ITF

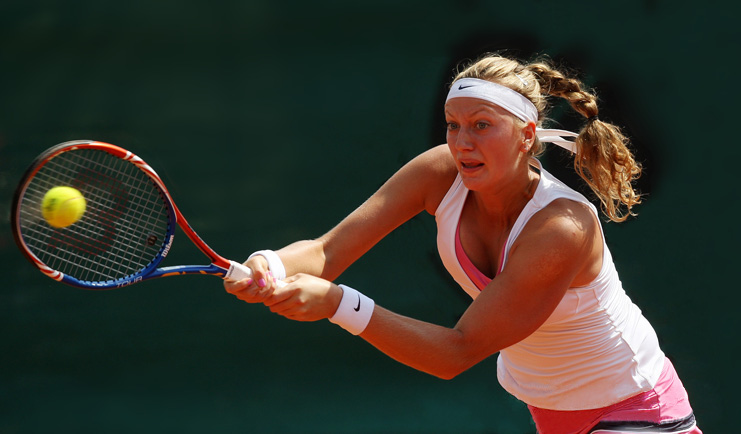
Petra Kvitová na pražském turnaji (2011), kde prohrála ve finále

### Dvouhra: 10 (7–3)
| Legenda Dotace na okruhu ITF |
| ---------------------------- |
| 100 000 $ tournaments        |
| 75 000 $ tournaments         |
| 50 000 $ tournaments         |
| 25 000 $ tournaments         |
| 10 000 $ tournaments         |

| Stav       | Č. | Datum             | Turnaj                   | Povrch  | Soupeřka ve finále   | Výsledek      |
| ---------- | -- | ----------------- | ------------------------ | ------- | -------------------- | ------------- |
| Vítězka    | 1. | 1. října 2006     | Segedín, Maďarsko        | antuka  | Dorottya Magasová    | 6–1, 6–4      |
| Vítězka    | 2. | 17. prosince 2006 | Valašské Meziříčí, Česko | tvrdý   | Radana Holušová      | 6–3, 6–4      |
| Vítězka    | 3. | 21. ledna 2007    | Stuttgart, Německo       | tvrdý   | Anne Schäferová      | 6–1, 6–0      |
| Vítězka    | 4. | 18. února 2007    | Praha, Česko             | koberec | Magdaléna Rybáriková | 7–5, 7–6(7–2) |
| Finalistka | 1. | 17. června 2007   | Zlín, Česko              | antuka  | Klára Zakopalová     | 4–6, 1–6      |
| Finalistka | 2. | 28. října 2007    | Bratislava, Slovensko    | tvrdý   | Tatjana Maleková     | 2–6, 6–7(7–9) |
| Vítězka    | 5. | 9. prosince 2007  | Přerov, Česko            | tvrdý   | Magdaléna Rybáriková | 7–5, 6–3      |
| Vítězka    | 6. | 16. prosince 2007 | Valašské Meziříčí, Česko | tvrdý   | Ivana Lisjaková      | 6–4, 6–0      |
| Vítězka    | 7. | 13. dubna 2008    | Monzón, Španělsko        | tvrdý   | Yanina Wickmayerová  | 2–6, 6–4, 7–5 |
| Finalistka | 3. | 15. května 2011   | Praha, Česko             | antuka  | Magdaléna Rybáriková | 3–6, 4–6      |

## Finále exhibičních turnajů
| Stav       | č. | Datum             | turnaj                        | povrch | soupeřka ve finále     | výsledek         |
| ---------- | -- | ----------------- | ----------------------------- | ------ | ---------------------- | ---------------- |
| Vítězka    | 1. | 28. května 2020   | O pohár prezidenta ČTS, Česko | tvrdý  | Karolína Muchová       | 6–3, 6–3         |
| Finalistka | 1. | 17. července 2020 | bett1Aces, Německo            | tvrdý  | Elina Svitolinová      | 6–3, 1–6, [5–10] |
| Finalistka | 2. | 19. července 2020 | bett1Aces, Německo            | tvrdý  | Anastasija Sevastovová | 6–3, 3–6, [5–10] |

## Finále soutěží družstev: 7 (7–0)
| Stav    | Č. | Datum                  | Soutěž                           | Povrch    | Spoluhráči                                             | Finalisté                                                                          | Výsledek     |
| ------- | -- | ---------------------- | -------------------------------- | --------- | ------------------------------------------------------ | ---------------------------------------------------------------------------------- | ------------ |
| Vítězka | 1. | 5.–6. listopadu 2011   | Fed Cup 2011 Moskva, Rusko       | tvrdý (h) | Lucie Šafářová Květa Peschkeová Lucie Hradecká         | Anastasija Pavljučenkovová Světlana Kuzněcovová Maria Kirilenková Jelena Vesninová | 3–2          |
| Vítězka | 2. | 7. ledna 2012          | Hopman Cup 2012 Perth, Austrálie | tvrdý (h) | Tomáš Berdych                                          | Marion Bartoliová Richard Gasquet                                                  | 2–0          |
| Vítězka | 3. | 3.–4. listopadu 2012   | Fed Cup 2012 Praha, Česko        | tvrdý (h) | Lucie Šafářová Lucie Hradecká Andrea Hlaváčková        | Ana Ivanovičová Jelena Jankovičová Bojana Jovanovská Aleksandra Kruničová          | 3–1 (detail) |
| Vítězka | 4. | 8.–9. listopadu 2014   | Fed Cup 2014 Praha, Česko        | tvrdý (h) | Lucie Šafářová Lucie Hradecká Andrea Hlaváčková        | Angelique Kerberová Andrea Petkovicová Sabine Lisická Julia Görgesová              | 3–1 (detail) |
| Vítězka | 5. | 14.–15. listopadu 2015 | Fed Cup 2015 Praha, Česko        | tvrdý (h) | Lucie Šafářová Karolína Plíšková Barbora Strýcová      | Maria Šarapovová Jekatěrina Makarovová Anastasija Pavljučenkovová Jelena Vesninová | 3–2 (detail) |
| Vítězka | 6. | 12.–13. listopadu 2016 | Fed Cup 2016 Štrasburk, Francie  | tvrdý (h) | Karolína Plíšková Barbora Strýcová Lucie Hradecká      | Caroline Garciaová Kristina Mladenovicová Alizé Cornetová Pauline Parmentierová    | 3–2 (detail) |
| Vítězka | 7. | 10.–11. listopadu 2018 | Fed Cup 2018 Praha, Česko        | tvrdý (h) | Kateřina Siniaková Barbora Strýcová Barbora Krejčíková | Danielle Collinsová Sofia Keninová Alison Riskeová Nicole Melicharová              | 3–0 (detail) |

## Výhry nad úřadujícími světovými jedničkami
| č.                                                                                           | světová jednička    | turnaj                 | povrch    | fáze             | výsledek             | fáze vyřazení |
| -------------------------------------------------------------------------------------------- | ------------------- | ---------------------- | --------- | ---------------- | -------------------- | ------------- |
| 1.                                                                                           | Dinara Safinová     | US Open 2009           | tvrdý     | 3. kolo          | 6–4, 2–6, 7–6(7–5)   | 4. kolo       |
| 2.                                                                                           | Caroline Wozniacká  | Turnaj mistryň 2011    | tvrdý (h) | základní skupina | 6–4, 6–2             | vítězka       |
| *                                                                                            | Caroline Wozniacká  | Hopman Cup 2012        | tvrdý (h) | základní skupina | 7–6(7–4), 3–6, 6–4   | vítězka       |
| 3.                                                                                           | Serena Williamsová  | Mutua Madrid Open 2015 | antuka    | semifinále       | 6–2, 6–3             | vítězka       |
| 4.                                                                                           | Angelique Kerberová | Wuhan Open 2016        | tvrdý     | 3. kolo          | 6–7(10–12), 7–5, 6–4 | vítězka       |
| 5.                                                                                           | Caroline Wozniacká  | Qatar Total Open 2018  | tvrdý     | semifinále       | 3–6, 7–6(7–3), 7–5   | vítězka       |
| 6.                                                                                           | Ashleigh Bartyová   | Qatar Total Open 2020  | tvrdý     | semifinále       | 6–4, 2–6, 6–4        | finále        |
| * – Hopmanův pohár není oficiální událostí pořádanou WTA Tour, do statistik se nezapočítává. |                     |                        |           |                  |                      |               |

## Prohry s nejníže postavenými soupeřkami
Tabulka obsahuje seznam porážek Kvitové v hlavních soutěžích na okruhu WTA se soupeřkami, které byly v době utkání hodnoceny na žebříčku WTA mimo prvních 150 příček.
| hráčka             | postavení | turnaj                        | povrch | fáze    | výsledek           |
| ------------------ | --------- | ----------------------------- | ------ | ------- | ------------------ |
| Sloane Stephensová | 934.      | Rogers Cup 2017               | tvrdý  | 2. kolo | 6–7(4–7), 6–3, 2–6 |
| Caroline Wozniacká | 623.      | US Open 2023                  | tvrdý  | 2. kolo | 5–7, 6–7(5–7)      |
| Zarina Dijasová    | 295.      | ECM Prague Open 2009          | antuka | 2. kolo | 4–6, 2–6           |
| Priscilla Honová   | 263.      | Adelaide International 2022   | tvrdý  | 1. kolo | 7–6(7–4), 5–7, 2–6 |
| Rebecca Šramková   | 226.      | Livesport Prague Open 2021    | tvrdý  | 1. kolo | 6–7(5–7), 6–3, 4–6 |
| Marta Domachowská  | 196.      | Nordea Nordic Light Open 2007 | tvrdý  | 1. kolo | 6–4, 3–6, 1–6      |
| Jodie Burrageová   | 189.      | ATX Open 2025                 | tvrdý  | 1. kolo | 6–3, 4–6, 4–6      |
| Sunitha Raová      | 160.      | DFS Classic 2008              | tráva  | 1. kolo | 6–7(8–10), 4–6     |
| Melanie Southová   | 156.      | East West Bank Classic 2008   | tvrdý  | 2. kolo | 4–6, 2–6           |
| Sloane Stephensová | 151.      | Western & Southern Open 2017  | tvrdý  | 2. kolo | 2–6, 3–6           |

## Výhry poměrem setů 6–0, 6–0
| č. | turnaj                         | povrch     | soupeřka         | WTA  | fáze           |
| -- | ------------------------------ | ---------- | ---------------- | ---- | -------------- |
| 1. | Hobart International 2009      | tvrdý      | Sally Peersová   | 468. | 1. kolo (1/32) |
| 2. | Porsche Tennis Grand Prix 2016 | antuka (h) | Louisa Chiricová | 121. | 1. kolo (1/32) |

## Nejdelší zápasy na okruhu WTA
V tabulce jsou uvedeny utkání Kvitové v hlavní soutěži n aokruhu WTA, které přesáhly čas tři hodiny trvání zápasu.
| turnaj                        | povrch | soupeřka            | fáze        | délka      | výsledek                     |
| ----------------------------- | ------ | ------------------- | ----------- | ---------- | ---------------------------- |
| Southern California Open 2013 | tvrdý  | Virginie Razzanová  | čtvrtfinále | 3:38 hodin | 7–6(8–6), 5–7, 6–7(8–10)     |
| Wuhan Open 2017               | tvrdý  | Pcheng Šuaj         | 1. kolo     | 3:34 hodin | 6–7(7–9), 7–6(7–5), 6–7(3–7) |
| Wuhan Open 2016               | tvrdý  | Angelique Kerberová | 3. kolo     | 3:19 hodin | 6–7(10–12), 7–5, 6–4         |
| BNP Paribas Open 2018         | tvrdý  | Julia Putincevová   | 2. kolo     | 3:17 hodin | 6–7(4–7), 7–6(7–3), 6–4      |
| China Open 2023               | tvrdý  | Wang Si-jü          | 1. kolo     | 3:07 hodin | 6–7(8–6), 7–5, 6–3           |
| Brisbane International 2019   | tvrdý  | Danielle Collinsová | 1. kolo     | 3:01 hodin | 6–7(6–8), 7–6(8–6), 6–3      |

## Utkání s odvrácenými mečboly
Přehled uvádí utkání, která po odvrácení mečbolu dovedla do vítězného konce, nebo naopak po nevyužití vlastního mečbolu ztratila.

### Výhry po odvrácení mečbolů soupeřky
| turnaj                         | povrch     | soupeřka            | WTA  | fáze             | výsledek                | odvrácených mečbolů |
| ------------------------------ | ---------- | ------------------- | ---- | ---------------- | ----------------------- | ------------------- |
| US Open 2009                   | tvrdý      | Dinara Safinová     | 1.   | 3. kolo          | 6–4, 2–6, 7–6(7–5)      | 3                   |
| Wimbledon 2010                 | tráva      | Kaia Kanepiová      | 80.  | čtvrtfinále      | 4–6, 7–6(10–8),8–6      | 5                   |
| Fed Cup 2013                   | tvrdý (h)  | Samantha Stosurová  | 9.   | základní skupina | 2–6, 7–6(7–3), 6–4      | 1                   |
| Porsche Tennis Grand Prix 2016 | antuka (h) | Monica Niculescuová | 31.  | 2. kolo          | 2–6, 7–6(7–5), 6–2      | 3                   |
| French Open 2021               | antuka     | Greet Minnenová     | 125. | 1. kolo          | 6–7(3–7), 7–6(7–5), 6–1 | 1                   |
| Sydney Tennis Classic 2022     | tvrdý      | Arantxa Rusová      | 66.  | 1. kolo          | 3–6, 7–6(7–4), 7–5      | 2                   |
| Western & Southern Open 2022   | tvrdý      | Jil Teichmannová    | 21.  | 1. kolo          | 6–7(2–7), 7–6(8–6), 6–3 | 1                   |
| US Open 2022                   | tvrdý      | Garbiñe Muguruzaová | 10.  | 3. kolo          | 5–7, 6–3, 7–6(12–10)    | 2                   |
| BNP Paribas Open 2023          | tvrdý      | Jessica Pegulaová   | 3.   | 4. kolo          | 6–2, 3–6, 7–6(13–11)    | 4                   |

## Chronologie výsledků

### Dvouhra
| Grand Slam                                                   |                       |                       |                       |                       |                       |                       |                     |                     |                        |                        |                        |                        |                        |                        |                        |                            |                            |                            |                            |                            |                |                |
| Australian Open                                              | nehrála               | nehrála               | 1Q                    | 1. kolo               | 2. kolo               | ČF                    | SF                  | 2. kolo             | 1. kolo                | 3. kolo                | 2. kolo                | A                      | 1. kolo                | F                      | ČF                     | 2. kolo                    | 1. kolo                    | 2. kolo                    | A                          | A                          | 0 / 14         | 26–14          |
| French Open                                                  | nehrála               | nehrála               | 4. kolo               | A                     | 1. kolo               | 4. kolo               | SF                  | 3. kolo             | 3. kolo                | 4. kolo                | 3. kolo                | 2. kolo                | 3. kolo                | A                      | SF                     | 2. kolo                    | 2. kolo                    | 1. kolo                    | A                          | 1. kolo                    | 0 / 15         | 30–14          |
| Wimbledon                                                    | nehrála               | nehrála               | 1. kolo               | 1. kolo               | SF                    | Vítěz                 | ČF                  | ČF                  | Vítěz                  | 3. kolo                | 2. kolo                | 2. kolo                | 1. kolo                | 4. kolo                | NH1                    | 1. kolo                    | 3. kolo                    | 4. kolo                    | A                          | 1. kolo                    | 2 / 16         | 38–14          |
| US Open                                                      | A                     | 2Q                    | 1. kolo               | 4. kolo               | 3. kolo               | 1. kolo               | 4. kolo             | 3. kolo             | 3. kolo                | ČF                     | 4. kolo                | ČF                     | 3. kolo                | 2. kolo                | 4. kolo                | 3. kolo                    | 4. kolo                    | 2. kolo                    | A                          |                            | 0 / 16         | 34–16          |
| výhry–prohry                                                 | 0–0                   | 0–0                   | 3–3                   | 3–3                   | 8–4                   | 14–3                  | 17–4                | 8–4                 | 11–3                   | 11–4                   | 7–4                    | 6–3                    | 4–4                    | 10–3                   | 12–3                   | 4–3                        | 5–4                        | 5–4                        | 0–0                        | 0–2                        | 2 / 61         | 128–58         |
| Národní reprezentace                                         |                       |                       |                       |                       |                       |                       |                     |                     |                        |                        |                        |                        |                        |                        |                        |                            |                            |                            |                            |                            |                |                |
| Billie Jean King Cup                                         | A                     | baráž                 | baráž                 | SF                    | SF                    | Vítěz                 | Vítěz               | SF                  | Vítěz                  | Vítěz                  | Vítěz                  | A                      | Vítěz                  | A                      | NH1                    | A                          | A                          | A                          | A                          |                            | 6 / 10         | 30–10          |
| Letní olympijské hry                                         | nekonaly se           | nekonaly se           | A                     | nekonaly se           | nekonaly se           | nekonaly se           | ČF                  | nekonaly se         | nekonaly se            | nekonaly se            | SF/Bronz               | nekonaly se            | nekonaly se            | nekonaly se            | nekonaly se            | 2. kolo                    | NH                         | NH                         | A                          | NH                         | 0 / 3          | 9–3            |
| Závěrečné turnaje roku                                       |                       |                       |                       |                       |                       |                       |                     |                     |                        |                        |                        |                        |                        |                        |                        |                            |                            |                            |                            |                            |                |                |
| Turnaj mistryň                                               | nekvalifikována       | nekvalifikována       | nekvalifikována       | nekvalifikována       | nekvalifikována       | Vítěz                 | ZS                  | SF                  | ZS                     | F                      | nekvalifikována        | nekvalifikována        | ZS                     | ZS                     | NH1                    | nekvalifikována            | nekvalifikována            | nekvalifikována            | nekvalifikována            |                            | 1 / 7          | 10–14          |
| WTA Elite Trophy                                             | nekonal se            | nekonal se            | nekonal se            | nekvalifikována       | nekvalifikována       | nekvalifikována       | nekvalifikována     | nekvalifikována     | nekvalifikována        | nekvalifikována        | Vítěz                  | nekvalifikována        | nekvalifikována        | nekvalifikována        | nekonal se             | nekonal se                 | nekonal se                 | A                          | nekonal se                 | nekonal se                 | 1 / 1          | 4–0            |
| Turnaje WTA 1000 (dříve WTA Premier Mandatory a Premier 5)   |                       |                       |                       |                       |                       |                       |                     |                     |                        |                        |                        |                        |                        |                        |                        |                            |                            |                            |                            |                            |                |                |
| Dauhá                                                        | nehrán jako Premier 5 | nehrán jako Premier 5 | nehrán jako Premier 5 | nehrán jako Premier 5 | nehrán jako Premier 5 | nehrán jako Premier 5 | A                   | ČF                  | ČF                     | NP5                    | 3. kolo                | NP5                    | Vítěz                  | NP5                    | F                      | NW1                        | 2. kolo                    | NW1                        | A                          | A                          | 1 / 6          | 16–5           |
| Dubaj                                                        | ne jako Tier I        | ne jako Tier I        | ne jako Tier I        | 1. kolo               | A                     | 1. kolo               | ne Premier 5        | ne Premier 5        | ne Premier 5           | 3. kolo                | NP5                    | A                      | NP5                    | F                      | NP5                    | 2. kolo                    | NW1                        | 3. kolo                    | A                          | A                          | 0 / 6          | 7–6            |
| Indian Wells                                                 | nehrála               | nehrála               | nehrála               | 3. kolo               | 2. kolo               | 2. kolo               | 3. kolo             | ČF                  | 4. kolo                | A                      | ČF                     | A                      | 3. kolo                | 2. kolo                | NH 1                   | 3. kolo                    | 3. kolo                    | ČF                         | A                          | 1. kolo                    | 0 / 13         | 18–13          |
| Miami                                                        | nehrála               | nehrála               | 1. kolo               | 1. kolo               | 2. kolo               | 3. kolo               | 2. kolo             | 3. kolo             | ČF                     | A                      | 3. kolo                | A                      | 4. kolo                | ČF                     | NH 1                   | 4. kolo                    | ČF                         | Vítěz                      | A                          | 1. kolo                    | 1 / 14         | 23–13          |
| Madrid                                                       | nekonal se            | nekonal se            | nekonal se            | 2. kolo               | 1. kolo               | Vítěz                 | 2. kolo             | 2. kolo             | SF                     | Vítěz                  | 3. kolo                | A                      | Vítěz                  | ČF                     | NH1                    | ČF                         | 1. kolo                    | 2. kolo                    | A                          | 1. kolo                    | 3 / 14         | 32–11          |
| Řím                                                          | nehrála               | nehrála               | nehrála               | nehrála               | 2. kolo               | A                     | ČF                  | 3. kolo             | 2. kolo                | ČF                     | 2. kolo                | A                      | A                      | 3. kolo                | A1                     | 2. kolo                    | A                          | A                          | A                          | 2. kolo                    | 0 / 9          | 9–8            |
| Kanada                                                       | nehrála               | nehrála               | 2. kolo               | LQ                    | 1. kolo               | 3. kolo               | Vítěz               | ČF                  | 3. kolo                | 2. kolo                | 3. kolo                | 2. kolo                | 3. kolo                | A                      | NH 1                   | 3. kolo                    | 1. kolo                    | 3. kolo                    | A                          | A                          | 1 / 13         | 16–12          |
| Cincinnati                                                   | ne jako Tier I        | ne jako Tier I        | ne jako Tier I        | LQ                    | A                     | 3. kolo               | SF                  | 3. kolo             | 2. kolo                | 2. kolo                | A                      | 2. kolo                | SF                     | 2. kolo                | 2. kolo                | ČF                         | F                          | 2. kolo                    | A                          | A                          | 0 / 12         | 18–12          |
| Tokio                                                        | nehrála               | nehrála               | nehrála               | nehrála               | 1. kolo               | SF                    | 2. kolo             | Vítěz               | ne Premier 5/ WTA 1000 | ne Premier 5/ WTA 1000 | ne Premier 5/ WTA 1000 | ne Premier 5/ WTA 1000 | ne Premier 5/ WTA 1000 | ne Premier 5/ WTA 1000 | ne Premier 5/ WTA 1000 | ne Premier 5/ WTA 1000     | ne Premier 5/ WTA 1000     | ne Premier 5/ WTA 1000     | ne Premier 5/ WTA 1000     | ne Premier 5/ WTA 1000     | 1 / 4          | 8–3            |
| Wu-chan                                                      | nekonal se            | nekonal se            | nekonal se            | nekonal se            | nekonal se            | nekonal se            | nekonal se          | nekonal se          | Vítěz                  | 3. kolo                | Vítěz                  | 1. kolo                | 3. kolo                | SF                     | nekonal se             | nekonal se                 | nekonal se                 | nekonal se                 | A                          |                            | 2 / 6          | 16–4           |
| Peking                                                       | ne jako Tier I        | ne jako Tier I        | ne jako Tier I        | A                     | 3. kolo               | 2. kolo               | 2. kolo             | SF                  | F                      | 1. kolo                | ČF                     | SF                     | 1. kolo                | ČF                     | nekonal se1            | nekonal se1                | nekonal se1                | 2. kolo                    | A                          |                            | 0 / 11         | 18–11          |
| Guadalajara                                                  | nekonal se            | nekonal se            | nekonal se            | nekonal se            | nekonal se            | nekonal se            | nekonal se          | nekonal se          | nekonal se             | nekonal se             | nekonal se             | nekonal se             | nekonal se             | nekonal se             | nekonal se             | nekonal se                 | 2. kolo                    | A                          | NW1                        | NW1                        | 0 / 1          | 1–1            |
| Turnaje WTA 500 (dříve WTA Premier)                          |                       |                       |                       |                       |                       |                       |                     |                     |                        |                        |                        |                        |                        |                        |                        |                            |                            |                            |                            |                            |                |                |
| Sydney                                                       | nehrála               | nehrála               | nehrála               | nehrála               | nehrála               | nehrála               | SF                  | 1. kolo             | SF                     | Vítěz                  | nehrála                | nehrála                | 2. kolo                | Vítěz                  | NH                     | NH                         | 2. kolo                    | nekonal se                 | nekonal se                 | nekonal se                 | 2 / 7          | 16–5           |
| Petrohrad                                                    | nehrán jako Premier   | nehrán jako Premier   | nehrán jako Premier   | nehrán jako Premier   | nehrán jako Premier   | nehrán jako Premier   | nehrán jako Premier | nehrán jako Premier | nehrán jako Premier    | nehrán jako Premier    | nehrála                | nehrála                | Vítěz                  | ČF                     | ČF                     | A                          | 2. kolo                    | nekonal se                 | nekonal se                 | nekonal se                 | 1 / 4          | 8–2            |
| Dubaj                                                        | nehrán jako Premier   | nehrán jako Premier   | nehrán jako Premier   | nehrán jako Premier   | nehrán jako Premier   | nehrán jako Premier   | A                   | Vítěz               | 2. kolo                | NP                     | 2. kolo                | NP                     | A                      | NP                     | A                      | NW5                        | ČF                         | NW5                        | NW5                        | NW5                        | 1 / 4          | 7–3            |
| Dauhá                                                        | nehrán jako Premier   | nehrán jako Premier   | nehrán jako Premier   | nehrán jako Premier   | nehrán jako Premier   | A                     | nehrán jako Premier | nehrán jako Premier | nehrán jako Premier    | ČF                     | NP                     | A                      | NP                     | A                      | NP                     | Vítěz                      | NW5                        | 2. kolo                    | NW5                        | NW5                        | 1 / 3          | 6–2            |
| Stuttgart                                                    | nehrála               | nehrála               | nehrála               | nehrála               | nehrála               | nehrála               | SF                  | ČF                  | 2. kolo                | 2. kolo                | SF                     | A                      | 1. kolo                | Vítěz                  | NH 1                   | ČF                         | 1. kolo                    | A                          | A                          | A                          | 1 / 9          | 15–8           |
| Berlín                                                       | nehrán jako Premier   | nehrán jako Premier   | nehrán jako Premier   | nekonal se            | nekonal se            | nekonal se            | nekonal se          | nekonal se          | nekonal se             | nekonal se             | nekonal se             | nekonal se             | nekonal se             | nekonal se             | NH1                    | A                          | A                          | Vítěz                      | A                          | A                          | 1 / 1          | 5–0            |
| Eastbourne                                                   | nehrála               | nehrála               | nehrála               | nehrála               | nehrála               | F                     | 1. kolo             | 2. kolo             | ČF                     | A                      | 3. kolo                | A                      | 3. kolo                | A                      | NH1                    | A                          | Vítěz                      | A                          | A                          | NW5                        | 1 / 7          | 14–4           |
| Bývalé turnaje WTA Premier                                   |                       |                       |                       |                       |                       |                       |                     |                     |                        |                        |                        |                        |                        |                        |                        |                            |                            |                            |                            |                            |                |                |
| Paříž                                                        | nehrála               | nehrála               | 2. kolo               | 1. kolo               | A                     | Vítěz                 | A                   | ČF                  | A                      | nekonal se             | nekonal se             | nekonal se             | nekonal se             | nekonal se             | nekonal se             | nekonal se                 | nekonal se                 | nekonal se                 | nekonal se                 | nekonal se                 | 1 / 4          | 10–3           |
| Birmingham                                                   | nehrán jako Premier   | nehrán jako Premier   | nehrán jako Premier   | nehrán jako Premier   | nehrán jako Premier   | nehrán jako Premier   | nehrán jako Premier | nehrán jako Premier | nehrála                | nehrála                | 2. kolo                | Vítěz                  | Vítěz                  | A                      | NP                     | nehrán v kategorii WTA 500 | nehrán v kategorii WTA 500 | nehrán v kategorii WTA 500 | nehrán v kategorii WTA 500 | nehrán v kategorii WTA 500 | 2 / 3          | 11–1           |
| New Haven                                                    | nehrála               | nehrála               | nehrála               | nehrála               | 1. kolo               | A                     | Vítěz               | F                   | Vítěz                  | Vítěz                  | SF                     | 1. kolo                | ČF                     | nekonal se             | nekonal se             | nekonal se                 | nekonal se                 | nekonal se                 | nekonal se                 | nekonal se                 | 3 / 8          | 21–5           |
| Celková statistika všech turnajů WTA Tour                    |                       |                       |                       |                       |                       |                       |                     |                     |                        |                        |                        |                        |                        |                        |                        |                            |                            |                            |                            |                            |                |                |
| Turnaje                                                      | 0                     | 1                     | 14                    | 17                    | 20                    | 17                    | 18                  | 23                  | 19                     | 17                     | 22                     | 11                     | 21                     | 18                     | 7                      | 19                         | 20                         | 15                         | 0                          | 8                          | 285            | 285            |
| Tituly                                                       | 0                     | 0                     | 0                     | 1                     | 0                     | 6                     | 2                   | 2                   | 3                      | 3                      | 2                      | 1                      | 5                      | 2                      | 0                      | 1                          | 1                          | 2                          | 0                          | 0                          | 31             | 31             |
| Finálové účasti                                              | 0                     | 0                     | 0                     | 2                     | 0                     | 7                     | 2                   | 4                   | 4                      | 4                      | 3                      | 1                      | 5                      | 4                      | 1                      | 1                          | 2                          | 2                          | 0                          | 0                          | 42             | 42             |
| tvrdý V–P                                                    | 0–0                   | 0–1                   | 7–8                   | 16–11                 | 12–15                 | 36–9                  | 29–10               | 36–15               | 29–12                  | 25–13                  | 36–16                  | 11–8                   | 26–13                  | 26–13                  | 15–5                   | 18–11                      | 19–13                      | 22–10                      | 0–0                        | 0–3                        | 20 / 191       | 363–186        |
| antuka V–P                                                   | 0–0                   | 0–0                   | 6–4                   | 3–5                   | 1–5                   | 9–1                   | 10–4                | 11–6                | 5–4                    | 11–3                   | 7–4                    | 1–1                    | 15-3                   | 8–2                    | 5–1                    | 8–4                        | 1–4                        | 0–2                        | 0–0                        | 1–5                        | 5 / 60         | 102–55         |
| tráva V–P                                                    | 0–0                   | 0–0                   | 0–2                   | 0–1                   | 5–2                   | 11–1                  | 7–3                 | 4–2                 | 9–0                    | 2–1                    | 3–3                    | 6–1                    | 6–1                    | 3–1                    | 0–0                    | 3–2                        | 7–2                        | 8–1                        | 0–0                        | 0–2                        | 6 / 33         | 74–25          |
| koberec V–P                                                  | 0–0                   | 0–0                   | 1–1                   | 2–0                   | 0–0                   | 0–0                   | 0–0                 | 0–0                 | 0–0                    | 0–0                    | 0–0                    | 0–0                    | 0–0                    | 0–0                    | 0–0                    | 0–0                        | 0–0                        | 0–0                        | 0–0                        | 0–0                        | 0 / 1          | 3–1            |
| celkem V–P                                                   | 0–0                   | 0–1                   | 14–15                 | 21–17                 | 18–22                 | 56–11                 | 46–17               | 51–23               | 43–16                  | 38–17                  | 46–23                  | 18–10                  | 47–17                  | 37–16                  | 20–6                   | 29–17                      | 27–19                      | 30–13                      | 0–0                        | 1–7                        | 31 / 285       | 542–267        |
| % výher                                                      | 0 %                   | 0 %                   | 48 %                  | 55 %                  | 45 %                  | 84 %                  | 73 %                | 69 %                | 73 %                   | 69 %                   | 67 %                   | 64 %                   | 73 %                   | 70 %                   | 75 %                   | 63 %                       | 59 %                       | 70 %                       | —                          | 12,5 %                     | 67,2 %         | 67,2 %         |
| Konečný žebříček                                             | 773.                  | 157.                  | 44.                   | 62.                   | 34.                   | 2.                    | 8.                  | 6.                  | 4.                     | 6.                     | 11.                    | 29.                    | 7.                     | 7.                     | 8.                     | 17.                        | 16.                        | 14.                        | —                          |                            | 37 252 032 USD | 37 252 032 USD |
| 1 –turnaje zrušené/odložené v důsledku pandemie korovinaviru |                       |                       |                       |                       |                       |                       |                     |                     |                        |                        |                        |                        |                        |                        |                        |                            |                            |                            |                            |                            |                |                |

Vysvětlivky
1. ↑  Odstoupení před 2. kolem French Open 2021 nebylo započítáno jako porážka.
2. ↑  Odstoupení před 2. kolem Internazionali BNL d'Italia 2025 nebylo započítáno jako porážka.
3. ↑  Odstoupení před čtvrtfinále St. Petersburg Ladies Trophy 2020 nebylo započítáno jako porážka.
4. ↑  Odstoupení před čtvrtfinále AEGON International 2014 nebylo započítáno jako porážka.
5. ↑  Odstoupení před 3. kolem Nature Valley International 2018 nebylo započítáno jako porážka.

| Legenda | Legenda                                   | Legenda | Legenda                     |
| ------- | ----------------------------------------- | ------- | --------------------------- |
| SR      | poměr vyhraných turnajů ku všem odehraným | W–L V–P | výhry–prohry                |
| NH      | daný rok se turnaj nekonal                | A       | turnaje se hráč nezúčastnil |
| 1Q / LQ | prohra v (kole) kvalifikace               | 1k / 1R | prohra v daném kole turnaje |
| QF / ČF | prohra ve čtvrtfinále                     | SF      | prohra v semifinále         |
| F       | prohra ve finále                          | Vítěz   | vítězství v turnaji         |

### Čtyřhra
| Grand Slam      |     |     |     |     |     |        |      |
| Australian Open | A   | A   | 1R  | 1R  | 2R  | 0 / 3  | 1–3  |
| French Open     | A   | A   | A   | 2R  | A   | 0 / 1  | 1–1  |
| Wimbledon       | A   | 1R  | A   | 1R  | 1R  | 0 / 3  | 0–3  |
| US Open         | A   | 1R  | 1R  | 1R  | A   | 0 / 3  | 0–3  |
| Výhry–prohry    | 0–0 | 0–2 | 0–2 | 1–4 | 1–2 | 0 / 10 | 2–10 |

## Reprezentace

### Letní olympijské hry

#### Ženská dvouhra: 14 (9 výher, 3 porážky)
| Stav | č. | soupeřka                     | fáze           | výsledek      |
| --- | -- | ---------------------------- | -------------- | ------------- |
| Hry XXX. olympiády 28. července – 4. srpna 2012, All England Club, Londýn, tráva                          |    |                              |                |               |
| Výhra | 1. | Kateryna Bondarenková (UKR)  | 1. kolo        | 6–4, 5–7, 6–4 |
| Výhra | 2. | Pcheng Šuaj (CHN)            | 2. kolo        | 7–5, 2–6, 6–1 |
| Výhra | 3. | Flavia Pennettaová (ITA)     | 3. kolo        | 6–3, 6–0      |
| Prohra | 1. | Maria Kirilenková (RUS)      | čtvrtfinále    | 6–7(3–7), 3–6 |
| Hry XXXI. olympiády 6.–14. srpna 2016, Olympijský park Barra, Rio de Janeiro, GreenSet Grand Prix Cushion |    |                              |                |               |
| Výhra | 4. | Tímea Babosová (HUN)         | 1. kolo        | 6–1, 6–2      |
| Výhra | 5. | Caroline Wozniacká (DEN)     | 2. kolo        | 6–2, 6–4      |
| Výhra | 6. | Jekatěrina Makarovová (RUS)  | 3. kolo        | 4–6, 6–4, 6–4 |
| Výhra | 7. | Elina Svitolinová (UKR)      | čtvrtfinále    | 6–2, 6–0      |
| Prohra | 2. | Mónica Puigová (PUR)         | semifinále     | 4–6, 6–1, 3–6 |
| Bronz | 8. | Madison Keysová (USA)        | utkání o bronz | 7–5, 2–6, 6–4 |
| Hry XXXII. olympiády 24. července – 1. srpna 2021, Tenisový park Ariake, Tokio, DecoTurf                  |    |                              |                |               |
| Výhra | 9. | Jasmine Paoliniová (ITA)     | 1. kolo        | 6–4, 6–3      |
| Prohra | 3. | Alison Van Uytvancková (BEL) | 2. kolo        | 7–5, 3–6, 0–6 |

### Ženská čtyřhra: 1 (1 prohra)
| Stav                                                                                | č. | spoluhráčka          | soupeřky                                          | fáze    | výsledek |
| ----------------------------------------------------------------------------------- | -- | -------------------- | ------------------------------------------------- | ------- | -------- |
| Hry XXIX. olympiády 10.–17. srpna 2008, Zelené olympijské centrum, Peking, DecoTurf |    |                      |                                                   |         |          |
| Prohra                                                                              | 1. | Lucie Šafářová (CZE) | Samantha Stosurová (AUS) · Rennae Stubbsová (AUS) | 1. kolo | 1–6, 0–6 |

## Nejlepší výsledky na Grand Slamu
| Australian Open                               | Australian Open                               | Australian Open                               | Australian Open                               |
| Finalistka Australian Open 2019 (8. nasazená) | Finalistka Australian Open 2019 (8. nasazená) | Finalistka Australian Open 2019 (8. nasazená) | Finalistka Australian Open 2019 (8. nasazená) |
| kolo                                          | soupeřka                                      | WTA                                           | výsledek                                      |
| --------------------------------------------- | --------------------------------------------- | --------------------------------------------- | --------------------------------------------- |
| 1. kolo                                       | Magdaléna Rybáriková                          | 51.                                           | 6–3, 6–2                                      |
| 2. kolo                                       | Irina-Camelia Beguová                         | 70.                                           | 6–1, 6–3                                      |
| 3. kolo                                       | Belinda Bencicová                             | 49.                                           | 6–1, 6–4                                      |
| 4. kolo                                       | Amanda Anisimovová                            | 87.                                           | 6–2, 6–1                                      |
| Čtvrtfinále                                   | Ashleigh Bartyová [15]                        | 15.                                           | 6–1, 6–4                                      |
| Semifinále                                    | Danielle Collinsová                           | 35.                                           | 7–6(7–2), 6–0                                 |
| Finále                                        | Naomi Ósakaová [4]                            | 4.                                            | 6–7(2–7), 7-5, 4–6                            |

| French Open                                   | French Open                                   | French Open                                   | French Open                                   |
| Semifinalistka French Open 2012 (4. nasazená) | Semifinalistka French Open 2012 (4. nasazená) | Semifinalistka French Open 2012 (4. nasazená) | Semifinalistka French Open 2012 (4. nasazená) |
| kolo                                          | soupeřka                                      | WTA                                           | výsledek                                      |
| --------------------------------------------- | --------------------------------------------- | --------------------------------------------- | --------------------------------------------- |
| 1. kolo                                       | Ashleigh Bartyová [WC]                        | 332.                                          | 6–1, 6–2                                      |
| 2. kolo                                       | Urszula Radwańská                             | 79.                                           | 6–1, 6–3                                      |
| 3. kolo                                       | Nina Bratčikovová                             | 109.                                          | 6–2, 4–6, 6–1                                 |
| 4. kolo                                       | Varvara Lepčenková                            | 63.                                           | 6–2, 6–1                                      |
| Čtvrtfinále                                   | Jaroslava Švedovová                           | 142.                                          | 3–6, 6–2, 6–4                                 |
| Semifinále                                    | Maria Šarapovová [2]                          | 2.                                            | 3–6, 3–6                                      |
| Semifinalistka French Open 2020 (7. nasazená) |                                               |                                               |                                               |
| kolo                                          | soupeřka                                      | WTA                                           | výsledek                                      |
| 1. kolo                                       | Océane Dodinová                               | 118.                                          | 6–3, 7–5                                      |
| 2. kolo                                       | Jasmine Paoliniová                            | 94.                                           | 6–3, 6–3                                      |
| 3. kolo                                       | Leylah Fernandezová                           | 100.                                          | 7–5, 6–3                                      |
| 4. kolo                                       | Čang Šuaj                                     | 39.                                           | 6–2, 6–4                                      |
| Čtvrtfinále                                   | Laura Siegemundová                            | 66.                                           | 6–3, 6–3                                      |
| Semifinále                                    | Sofia Keninová [4]                            | 6.                                            | 4–6, 5–7                                      |

| Wimbledon                             | Wimbledon                             | Wimbledon                             | Wimbledon                             |
| Vítězka Wimbledonu 2011 (8. nasazená) | Vítězka Wimbledonu 2011 (8. nasazená) | Vítězka Wimbledonu 2011 (8. nasazená) | Vítězka Wimbledonu 2011 (8. nasazená) |
| kolo                                  | soupeřka                              | WTA                                   | výsledek                              |
| ------------------------------------- | ------------------------------------- | ------------------------------------- | ------------------------------------- |
| 1. kolo                               | Alexa Glatchová [Q]                   | 173.                                  | 6–2, 6–2                              |
| 2. kolo                               | Anne Keothavongová                    | 111.                                  | 6–2, 6–1                              |
| 3. kolo                               | Roberta Vinciová [29]                 | 29.                                   | 6–3, 6–3                              |
| 4. kolo                               | Yanina Wickmayerová [19]              | 19.                                   | 6–0, 6–2                              |
| Čtvrtfinále                           | Cvetana Pironkovová [32]              | 33.                                   | 6–3, 6–7(5–7), 6–2                    |
| Semifinále                            | Viktoria Azarenková [4]               | 5.                                    | 6–1, 3–6, 6–2                         |
| Vítězka                               | Maria Šarapovová [5]                  | 6.                                    | 6–3, 6–4 (detail)                     |
| Vítězka Wimbledonu 2014 (6. nasazená) |                                       |                                       |                                       |
| kolo                                  | soupeřka                              | WTA                                   | výsledek                              |
| 1. kolo                               | Andrea Hlaváčková                     | 118                                   | 6–3, 6–0                              |
| 2. kolo                               | Mona Barthelová                       | 59.                                   | 6–2, 6–0                              |
| 3. kolo                               | Venus Williamsová [30]                | 31.                                   | 5–7, 7–6(7–2), 7–5                    |
| 4. kolo                               | Pcheng Šuaj                           | 61.                                   | 6–3, 6–2                              |
| Čtvrtfinále                           | Barbora Strýcová                      | 43.                                   | 6–1, 7–5                              |
| Semifinále                            | Lucie Šafářová [23]                   | 23                                    | 7–6(8–6), 6–1                         |
| Vítězka                               | Eugenie Bouchardová [13]              | 13.                                   | 6–3, 6–0 (detail)                     |

| US Open                                     | US Open                                    | US Open                                    | US Open                                    |
| Čtvrtfinalistka US Open 2015 (5. nasazená)  | Čtvrtfinalistka US Open 2015 (5. nasazená) | Čtvrtfinalistka US Open 2015 (5. nasazená) | Čtvrtfinalistka US Open 2015 (5. nasazená) |
| kolo                                        | soupeřka                                   | WTA                                        | výsledek                                   |
| ------------------------------------------- | ------------------------------------------ | ------------------------------------------ | ------------------------------------------ |
| 1. kolo                                     | Laura Siegemundová [Q]                     | 126.                                       | 6–1, 6–1                                   |
| 2. kolo                                     | Nicole Gibbsová [WC]                       | 117.                                       | 6–3, 6–4                                   |
| 3. kolo                                     | Anna Karolína Schmiedlová [32]             | 32.                                        | 6–2, 6–1                                   |
| 4. kolo                                     | Johanna Kontaová [Q]                       | 97.                                        | 7–5, 6–3                                   |
| Čtvrtfinále                                 | Flavia Pennettaová [26]                    | 26.                                        | 6–4, 4–6, 2–6                              |
| Čtvrtfinalistka US Open 2017 (13. nasazená) |                                            |                                            |                                            |
| kolo                                        | soupeřka                                   | WTA                                        | výsledek                                   |
| 1. kolo                                     | Jelena Jankovićová                         | 68.                                        | 7–5, 7–5                                   |
| 2. kolo                                     | Alizé Cornetová                            | 46.                                        | 6–1, 6–2                                   |
| 3. kolo                                     | Caroline Garciaová [18]                    | 19.                                        | 6–0, 6–4                                   |
| 4. kolo                                     | Garbiñe Muguruzaová [3]                    | 3.                                         | 7–6(7–3), 6–3                              |
| Čtvrtfinále                                 | Venus Williamsová [9]                      | 9.                                         | 3–6, 6–3, 6–7(2–7)                         |

## Nasazení na Grand Slamu
| Rok  | Australian Open | French Open | Wimbledon  | US Open    |
| ---- | --------------- | ----------- | ---------- | ---------- |
| 2008 | nekvalifikována | nenasazena  | nenasazena | nenasazena |
| 2009 | nenasazena      | neúčast     | nenasazena | nenasazena |
| 2010 | nenasazena      | nenasazena  | nenasazena | 27.        |
| 2011 | 25.             | 9.          | 8.         | 5.         |
| 2012 | 2.              | 4.          | 4.         | 5.         |
| 2013 | 8.              | 7.          | 8.         | 7.         |
| 2014 | 6.              | 5.          | 6.         | 3.         |
| 2015 | 4.              | 4.          | 2.         | 5.         |
| 2016 | 6.              | 10.         | 10.        | 14.        |
| 2017 | neúčast         | 15.         | 11.        | 13.        |
| 2018 | 27.             | 8.          | 8.         | 5.         |
| 2019 | 8.              | neúčast     | 6.         | 6.         |
| 2020 | 7.              | 7.          | nekonal se | 6.         |
| 2021 | 9.              | 11.         | 10.        | 10.        |
| 2022 | 20.             | 32.         | 25.        | 21.        |
| 2023 | 15.             | 10.         | 9.         | 11.        |
| 2024 | neúčast         | neúčast     | neúčast    | neúčast    |
| 2025 | neúčast         | nenasazena  | nenasazena |            |

## Výhry nad hráčkami Top 10
Přehled uvádí vyhrané zápasy Kvitové ve dvouhře nad tenistkami, které v době utkání figurovaly do 10. místa žebříčku WTA.

### Přehled sezón
| Sezóna      | 2008 | 2009 | 2010 | 2011 | 2012 | 2013 | 2014 | 2015 | 2016 | 2017 | 2018 | 2019 | 2020 | 2021 | 2022 | 2023 | Celkem |
| počet výher | 1    | 2    | 1    | 13   | 3    | 10   | 3    | 5    | 5    | 2    | 7    | 3    | 1    | 0    | 4    | 4    | 64     |

### Přehled výher
| č.                                                                                               | hráčka Top 10          | WTA | událost                                   | povrch     | fáze             | výsledek             | PK   |
| ------------------------------------------------------------------------------------------------ | ---------------------- | --- | ----------------------------------------- | ---------- | ---------------- | -------------------- | ---- |
| Sezóna 2008                                                                                      |                        |     |                                           |            |                  |                      |      |
| 1.                                                                                               | Venus Williamsová      | 8.  | Memphis, Spojené státy                    | tvrdý (h)  | 1. kolo          | 2–6, 6–4, 6–3        | 143. |
| Sezóna 2009                                                                                      |                        |     |                                           |            |                  |                      |      |
| 2.                                                                                               | Dinara Safinová        | 1.  | US Open, New York, Spojené státy          | tvrdý      | 3. kolo          | 6–4, 2–6, 7–6(7–5)   | 72.  |
| 3.                                                                                               | Agnieszka Radwańská    | 10. | Linec, Rakousko                           | tvrdý (h)  | semifinále       | 6–3, 6–2             | 55.  |
| Sezóna 2010                                                                                      |                        |     |                                           |            |                  |                      |      |
| 4.                                                                                               | Caroline Wozniacká     | 3.  | Wimbledon, Londýn, Spojené království     | tráva      | 4. kolo          | 6–2, 6–0             | 62.  |
| Sezóna 2011                                                                                      |                        |     |                                           |            |                  |                      |      |
| 5.                                                                                               | Samantha Stosurová     | 6.  | Australian Open, Melbourne, Austrálie     | tvrdý      | 3. kolo          | 7–6(7–5), 6–3        | 28.  |
| 6.                                                                                               | Kim Clijstersová       | 2.  | Paříž, Francie                            | tvrdý (h)  | finále           | 6–4, 6–3             | 18.  |
| 7.                                                                                               | Věra Zvonarevová       | 3   | Madrid, Španělsko                         | antuka     | 3. kolo          | 6–1, 6–4             | 18.  |
| 8.                                                                                               | Li Na                  | 7.  | Madrid, Španělsko                         | antuka     | semifinále       | 6–3, 6–1             | 18.  |
| 9.                                                                                               | Viktoria Azarenková    | 5.  | Madrid, Španělsko                         | antuka     | finále           | 7–6(7–3), 6–4        | 18.  |
| 10.                                                                                              | Viktoria Azarenková    | 5.  | Wimbledon, Londýn, Spojené království     | tráva      | semifinále       | 6–1, 3–6, 6–2        | 8.   |
| 11.                                                                                              | Maria Šarapovová       | 6.  | Wimbledon, Londýn, Spojené království     | tráva      | finále           | 6–3, 6–4             | 8.   |
| 12.                                                                                              | Maria Šarapovová       | 2.  | Tokio, Japonsko                           | tvrdý      | čtvrtfinále      | 4–3skreč             | 6.   |
| 13.                                                                                              | Věra Zvonarevová       | 6.  | WTA Tour Championships, Istanbul, Turecko | tvrdý (h)  | základní skupina | 6–2, 6–4             | 3.   |
| 14.                                                                                              | Caroline Wozniacká     | 1.  | WTA Tour Championships, Istanbul, Turecko | tvrdý (h)  | základní skupina | 6–4, 6–2             | 3.   |
| 15.                                                                                              | Agnieszka Radwańská    | 8.  | WTA Tour Championships, Istanbul, Turecko | tvrdý (h)  | základní skupina | 7–6(7–4), 6–3        | 3.   |
| 16.                                                                                              | Samantha Stosurová     | 7.  | WTA Tour Championships, Istanbul, Turecko | tvrdý (h)  | semifinále       | 5–7, 6–3, 6–3        | 3.   |
| 17.                                                                                              | Viktoria Azarenková    | 4.  | WTA Tour Championships, Istanbul, Turecko | tvrdý (h)  | finále           | 7–5, 4–6, 6–3        | 3.   |
| Sezóna 2012                                                                                      |                        |     |                                           |            |                  |                      |      |
| 18.                                                                                              | Marion Bartoliová      | 10. | Montréal, Kanada                          | tvrdý      | 3. kolo          | 6–1, 6–1             | 6.   |
| 19.                                                                                              | Caroline Wozniacká     | 8.  | Montréal, Kanada                          | tvrdý      | semifinále       | 3–6, 6–2, 6–3        | 6.   |
| 20.                                                                                              | Sara Erraniová         | 10  | New Haven, Spojené státy                  | tvrdý      | semifinále       | 6–1, 6–3             | 5.   |
| Sezóna 2013                                                                                      |                        |     |                                           |            |                  |                      |      |
| 21.                                                                                              | Samantha Stosurová     | 9.  | Fed Cup, Ostrava, Česko                   | tvrdý (h)  | čtvrtfinále      | 2–6, 7–6(7–3), 6–4   | 8.   |
| 22.                                                                                              | Agnieszka Radwańská    | 4.  | Dubaj, Spojené arabské emiráty            | tvrdý      | čtvrtfinále      | 6–2, 6–4             | 8.   |
| 23.                                                                                              | Caroline Wozniacká     | 10. | Dubaj, Spojené arabské emiráty            | tvrdý      | semifinále       | 6–3, 6–4             | 8.   |
| 24.                                                                                              | Sara Erraniová         | 7.  | Dubaj, Spojené arabské emiráty            | tvrdý      | finále           | 6–2, 1–6, 6–1        | 8.   |
| 25.                                                                                              | Sara Erraniová         | 7.  | Fed Cup, Palermo, Itálie                  | antuka     | semifinále       | 2–6, 6–2, 6–0        | 8.   |
| 26.                                                                                              | Angelique Kerberová    | 9.  | Tokio, Japonsko                           | tvrdý      | fináleF          | 6–2, 0–6, 6–3        | 11.  |
| 27.                                                                                              | Sara Erraniová         | 6   | Peking, Čína                              | tvrdý      | 3. kolo          | 6–4, 6–7(3–7), 6–3   | 7.   |
| 28.                                                                                              | Li Na                  | 5.  | Peking, Čína                              | tvrdý      | čtvrtfinále      | 4–6, 6–2, 6–4        | 7.   |
| 29.                                                                                              | Agnieszka Radwańská    | 4.  | WTA Tour Championships, Istanbul, Turecko | tvrdý (h)  | základní skupina | 6–4, 6–4             | 6.   |
| 30.                                                                                              | Angelique Kerberová    | 9.  | WTA Tour Championships, Istanbul, Turecko | tvrdý (h)  | základní skupina | 6–7(3–7), 6–2, 6–3   | 6.   |
| Sezóna 2014                                                                                      |                        |     |                                           |            |                  |                      |      |
| 31.                                                                                              | Eugenie Bouchardová    | 6.  | Wu-chan, Čína                             | tvrdý      | finále           | 6–3, 6–4             | 3.   |
| 32.                                                                                              | Maria Šarapovová       | 2.  | WTA Finals, Singapur                      | tvrdý (h)  | základní skupina | 6–3, 6–2             | 3.   |
| 33.                                                                                              | Angelique Kerberová    | 10. | Fed Cup, Praha, Česko                     | tvrdý (h)  | finále           | 7–6(7–5), 4–6, 6–4   | 4.   |
| Sezóna 2015                                                                                      |                        |     |                                           |            |                  |                      |      |
| 34.                                                                                              | Serena Williamsová     | 1.  | Madrid, Španělsko                         | antuka     | semifinále       | 6–2, 6–3             | 4.   |
| 35.                                                                                              | Caroline Wozniacká     | 4.  | New Haven, Spojené státy                  | tvrdý      | semifinále       | 7–5, 6–1             | 5.   |
| 36.                                                                                              | Lucie Šafářová         | 6.  | New Haven, Spojené státy                  | tvrdý      | finále           | 6–7(6–8), 6–2, 6–2   | 5.   |
| 37.                                                                                              | Lucie Šafářová         | 9.  | WTA Finals, Singapur                      | tvrdý (h)  | základní skupina | 7–5, 7–5             | 5.   |
| 38.                                                                                              | Maria Šarapovová       | 4.  | WTA Finals, Singapur                      | tvrdý (h)  | semifinále       | 6–3, 7–6(7–3)        | 5.   |
| Sezóna 2016                                                                                      |                        |     |                                           |            |                  |                      |      |
| 39.                                                                                              | Garbiñe Muguruzaová    | 4.  | Stuttgart, Německo                        | antuka (h) | čtvrtfinále      | 6–1, 3–6, 6–0        | 7.   |
| 40.                                                                                              | Madison Keysová        | 9.  | LOH – Rio de Janeiro, Brazílie            | tvrdý      | o bronz          | 7–5, 2–6, 6–2        | 14.  |
| 41.                                                                                              | Angelique Kerberová    | 1.  | Wu-chan, Čína                             | tvrdý      | 3. kolo          | 6–7(10–12), 7–5, 6–4 | 16.  |
| 42.                                                                                              | Simona Halepová        | 5.  | Wu-chan, Čína                             | tvrdý      | semifinále       | 6–1, 6–2             | 16.  |
| 43.                                                                                              | Garbiñe Muguruzaová    | 4.  | Peking, Čína                              | tvrdý      | 3. kolo          | 6–1, 6–4             | 11.  |
| Sezóna 2017                                                                                      |                        |     |                                           |            |                  |                      |      |
| 44.                                                                                              | Garbiñe Muguruzaová    | 3.  | US Open, New York, Spojené státy          | tvrdý      | 4. kolo          | 7–6(7–3), 6–3        | 14.  |
| 45.                                                                                              | Caroline Wozniacká     | 6.  | Peking, Čína                              | tvrdý      | 3. kolo          | 6–1, 6–4             | 18.  |
| Sezóna 2018                                                                                      |                        |     |                                           |            |                  |                      |      |
| 46.                                                                                              | Jeļena Ostapenková     | 6.  | Petrohrad, Rusko                          | tvrdý (h)  | čtvrtfinále      | 6–0, 6–2             | 29.  |
| 47.                                                                                              | Kristina Mladenovicová | 10. | Petrohrad, Rusko                          | tvrdý (h)  | finále           | 6–1, 6–2             | 29.  |
| 48.                                                                                              | Elina Svitolinová      | 3.  | Dauhá, Katar                              | tvrdý      | 3. kolo          | 6–4, 7–5             | 21.  |
| 49.                                                                                              | Julia Görgesová        | 10. | Dauhá, Katar                              | tvrdý      | čtvrtfinále      | 6–4, 2–1skreč        | 21.  |
| 50.                                                                                              | Caroline Wozniacká     | 1.  | Dauhá, Katar                              | tvrdý      | semifinále       | 3–6, 7–6(7–3), 7–5   | 21.  |
| 51.                                                                                              | Garbiñe Muguruzaová    | 4.  | Dauhá, Katar                              | tvrdý      | finále           | 3–6, 6–3, 6–4        | 21.  |
| 52.                                                                                              | Karolína Plíšková      | 6.  | Madrid, Španělsko                         | antuka     | semifinále       | 7–6(7–4), 6–3        | 10.  |
| Sezóna 2019                                                                                      |                        |     |                                           |            |                  |                      |      |
| 53.                                                                                              | Angelique Kerberová    | 2.  | Sydney, Austrálie                         | tvrdý      | čtvrtfinále      | 6–4, 6–1             | 8.   |
| 54.                                                                                              | Kiki Bertensová        | 7.  | Stuttgart, Německo                        | antuka (h) | semifinále       | 7–6(7–3), 3–6, 6–1   | 3.   |
| 55.                                                                                              | Belinda Bencicová      | 10. | Peking, Čína                              | tvrdý      | 3. kolo          | 6–3, 6–3             | 7.   |
| Sezóna 2020                                                                                      |                        |     |                                           |            |                  |                      |      |
| 56.                                                                                              | Ashleigh Bartyová      | 1.  | Dauhá, Katar                              | tvrdý      | semifinále       | 6–4, 2–6, 6–4        | 11.  |
| Sezóna 2022                                                                                      |                        |     |                                           |            |                  |                      |      |
| 57.                                                                                              | Aryna Sabalenková      | 2.  | Dubaj, Spojené arabské emiráty            | tvrdý      | 2. kolo          | 6–4, 6–4             | 25.  |
| 58.                                                                                              | Ons Džabúrová          | 5.  | Cincinnati, Spojené státy                 | tvrdý      | 3. kolo          | 6–1, 4–6, 6–0        | 28.  |
| 59.                                                                                              | Garbiñe Muguruzaová    | 10. | US Open, New York, Spojené státy          | tvrdý      | 3. kolo          | 5–7, 6–3, 7–6(12–10) | 21.  |
| 60.                                                                                              | Paula Badosová         | 4.  | Ostrava, Česko                            | tvrdý (h)  | 2. kolo          | 7–6(7–4), 6–4        | 20.  |
| Sezóna 2023                                                                                      |                        |     |                                           |            |                  |                      |      |
| 61.                                                                                              | Jessica Pegulaová      | 3.  | United Cup, Sydney, Austrálie             | tvrdý      | základní skupina | 7–6(8–6), 6–4        | 16.  |
| 62.                                                                                              | Jessica Pegulaová      | 3.  | Indian Wells, Spojené státy               | tvrdý      | 4. kolo          | 6–2, 3–6, 7–6(13–11) | 15.  |
| 63.                                                                                              | Jelena Rybakinová      | 7.  | Miami, Spojené státy                      | tvrdý      | finále           | 7–6(16–14), 6–2      | 12.  |
| 64.                                                                                              | Caroline Garciaová     | 4.  | Berlín, Německo                           | tráva      | čtvrtfinále      | 6–4, 7–6(7–3)        | 9.   |
| (h) – hala, WTA – aktuální postavení soupeřky na žebříčku výhra nad úřadující světovou jedničkou |                        |     |                                           |            |                  |                      |      |

## Vítězné série na okruhu WTA

### 24zápasová série výher proti českým tenistkám
| č.  | turnaj                           | rok  | fáze             | povrch    | soupeřka              | WTA  | výsledek           |
| --- | -------------------------------- | ---- | ---------------- | --------- | --------------------- | ---- | ------------------ |
| —   | Madrid, Španělsko                | 2012 | 2. kolo          | antuka    | Lucie Hradecká        | 105. | 4–6, 3–6           |
| 1.  | New Haven, Spojené státy         | 2012 | čtvrtfinále      | tvrdý     | Lucie Šafářová        | 17.  | 6–3, 6–3           |
| 2.  | Indian Wells, Spojené státy      | 2013 | 4. kolo          | tvrdý     | Klára Zakopalová      | 22.  | 6–2, 6–3           |
| 3.  | New Haven, Spojené státy         | 2013 | semifinále       | tvrdý     | Klára Zakopalová (2)  | 33.  | 6–0, 6–1           |
| 4.  | Sydney, Austrálie                | 2014 | čtvrtfinále      | tvrdý     | Lucie Šafářová (2)    | 27.  | 7–6(7–4), 6–2      |
| 5.  | Dauhá, Katar                     | 2014 | 3. kolo          | tvrdý     | Lucie Šafářová (3)    | 28.  | 7–6(7–2), 5–7, 6–2 |
| 6.  | Madrid, Španělsko                | 2014 | 3. kolo          | antuka    | Lucie Šafářová (4)    | 25.  | 6–4, 6–3           |
| 7.  | Eastbourne, Velká Británie       | 2014 | 1. kolo          | tráva     | Lucie Šafářová (5)    | 23.  | 6–1, 5–7, 7–6(7–4) |
| 8.  | Wimbledon, Velká Británie        | 2014 | 1. kolo          | tráva     | Andrea Hlaváčková     | 118. | 6–3, 6–0           |
| 9.  | Wimbledon, Velká Británie        | 2014 | čtvrtfinále      | tráva     | Barbora Strýcová      | 43.  | 6–1, 7–5           |
| 10. | Wimbledon, Velká Británie        | 2014 | semifinále       | tráva     | Lucie Šafářová (6)    | 23.  | 7–6(6–1), 6–1      |
| 11. | New Haven, Spojené státy         | 2014 | čtvrtfinále      | tvrdý     | Barbora Strýcová (2)  | 31.  | 6–3, 6–1           |
| 12. | US Open, New York, Spojené státy | 2014 | 2. kolo          | tvrdý     | Petra Cetkovská       | 63.  | 6–4, 6–2           |
| 13. | Wu-chan, Čína                    | 2014 | 3. kolo          | tvrdý     | Karolína Plíšková     | 31.  | 6–3, 2–6, 6–4      |
| 14. | Šen-čen, Čína                    | 2015 | čtvrtfinále      | tvrdý     | Tereza Smitková       | 69.  | 7–5, 6–4           |
| 15. | Sydney, Austrálie                | 2015 | finále           | tvrdý     | Karolína Plíšková (2) | 22.  | 7–6(7–5), 7–6(8–6) |
| 16. | New Haven, Spojené státy         | 2015 | finále           | tvrdý     | Lucie Šafářová (7)    | 6.   | 6–7(6–8), 6–2, 6–2 |
| 17. | WTA Finals, Singapur             | 2015 | základní skupina | tvrdý (h) | Lucie Šafářová (8)    | 9.   | 7–5, 7–5           |
| 18. | Dauhá, Katar                     | 2016 | 2. kolo          | tvrdý     | Barbora Strýcová (3)  | 38.  | 7–6(7–4), 6–4      |
| 19. | Birmingham, Velká Británie       | 2016 | 1. kolo          | tráva     | Lucie Šafářová (9)    | 28.  | 6–3, 6–2           |
| 20. | Ču-chaj, Čína                    | 2016 | základní skupina | tvrdý     | Barbora Strýcová (4)  | 21.  | 6–1, 6–4           |
| 21. | Birmingham, Velká Británie       | 2017 | 1. kolo          | tráva     | Tereza Smitková (2)   | 167. | 6–2, 6–3           |
| 22. | Birmingham, Velká Británie       | 2017 | semifinále       | tráva     | Lucie Šafářová (10)   | 41.  | 6–1, 1–0skreč      |
| 23. | Peking, Čína                     | 2017 | 1. kolo          | tvrdý     | Kristýna Plíšková     | 58.  | 6–3, 7–5           |
| 24. | Peking, Čína                     | 2017 | čtvrtfinále      | tvrdý     | Barbora Strýcová (5)  | 29.  | 6–3, 6–4           |
| —   | Charleston, Spojené státy        | 2018 | 2. kolo          | antuka    | Kristýna Plíšková     | 77.  | 6–1, 1–6, 3–6      |

## Finanční odměny
| sezóna                          | tituly     | tituly   | tituly | výdělek           | pořadí |
| sezóna                          | Grand Slam | WTA Tour | celkem | (americké dolary) | pořadí |
| ------------------------------- | ---------- | -------- | ------ | ----------------- | ------ |
| 2006–07                         | 0          | 0        | 0      | 41 371            | –      |
| 2008                            | 0          | 0        | 0      | 218 750           | 84.    |
| 2009                            | 0          | 1        | 1      | 259 301           | 77.    |
| 2010                            | 0          | 0        | 0      | 647 508           | 32.    |
| 2011                            | 1          | 5        | 6      | 5 145 943         | 1.     |
| 2012                            | 0          | 2        | 2      | 2 732 875         | 6.     |
| 2013                            | 0          | 2        | 2      | 2 853 474         | 8      |
| 2014                            | 1          | 2        | 3      | 5 203 236         | 3.     |
| 2015                            | 0          | 3        | 3      | 3 288 722         | 7.     |
| 2016                            | 0          | 2        | 2      | 2 500 516         | 9.     |
| 2017                            | 0          | 1        | 1      | 1 149 122         | 33.    |
| 2018                            | 0          | 5        | 5      | 3 301 389         | 9.     |
| 2019                            | 0          | 2        | 2      | 3 497 935         | 10.    |
| 2020                            | 0          | 0        | 0      | 1 505 967         | 7.     |
| 2021                            | 0          | 1        | 1      | 847 988           | 37.    |
| 2022                            | 0          | 1        | 1      | 1 343 059         | 25.    |
| 2023                            | 0          | 2        | 2      | 2 488 381         | 11.    |
| 2023                            | 0          | 2        | 2      | 2 488 381         | 11.    |
| 2024                            | —          | —        | —      | —                 | —      |
| 2025                            | 0          | 0        | 0      | 200 338           | 140    |
| Celkem                          | 2          | 29       | 31     | 37 454 150        | 6.     |
| aktualizováno 28. července 2025 |            |          |        |                   |        |

## Poměr vzájemných zápasů s hráčkami Top 10
Přehled poměrů vzájemných zápasů Petry Kvitové s hráčkami, které byly během kariéry klasifikovány do 10. místa žebříčku WTA.
| Hráčka                                 | max. WTA | poměr   | úspěšnost | tvrdý          | antuka       | tráva        | koberec    | zdroj   |
| Dinara Safinová                        | 1.       | 1–0     | 100 %     | 1–0            | 0–0          | 0–0          | 0–0        | [ 34 ]  |
| Garbiñe Muguruzaová                    | 1.       | 6–1     | 86 %      | 5–1            | 1–0          | 0–0          | 0–0        | [ 35 ]  |
| Karolína Plíšková                      | 1.       | 4–2     | 67 %      | 2–1            | 1–1          | 1–0          | 0–0        | [ 36 ]  |
| Jelena Jankovićová                     | 1.       | 5–3     | 63 %      | 4–2            | 1–0          | 0–1          | 0–0        | [ 37 ]  |
| Venus Williamsová                      | 1.       | 5–3     | 63 %      | 4–3            | 0–0          | 1–0          | 0–0        | [ 38 ]  |
| Aryna Sabalenková                      | 1.       | 3–2     | 60 %      | 3–2            | 0–0          | 0–0          | 0–0        | [ 39 ]  |
| Viktoria Azarenková                    | 1.       | 5–4     | 56 %      | 2–3            | 1–1          | 2–0          | 0–0        | [ 40 ]  |
| Caroline Wozniacká                     | 1.       | 8–7     | 53 %      | 7–5            | 0–2          | 1–0          | 0–0        | [ 41 ]  |
| Angelique Kerberová                    | 1.       | 8–8     | 50 %      | 5–4            | 3–3          | 0–1          | 0–0        | [ 42 ]  |
| Ashleigh Bartyová                      | 1.       | 5–5     | 50 %      | 3–4            | 1–1          | 1–0          | 0–0        | [ 43 ]  |
| Ana Ivanovićová                        | 1.       | 3–4     | 43 %      | 3–4            | 0–0          | 0–0          | 0–0        | [ 44 ]  |
| Maria Šarapovová                       | 1.       | 4–7     | 36 %      | 3–5            | 0–2          | 1–0          | 0–0        | [ 45 ]  |
| Kim Clijstersová                       | 1.       | 1–2     | 33 %      | 1–2            | 0–0          | 0–0          | 0–0        | [ 46 ]  |
| Serena Williamsová                     | 1.       | 2–5     | 29 %      | 1–3            | 1–0          | 0–2          | 0–0        | [ 47 ]  |
| Simona Halepová                        | 1.       | 1–3     | 25 %      | 1–2            | 0–1          | 0–0          | 0–0        | [ 48 ]  |
| Iga Świąteková                         | 1.       | 0–1     | 0 %       | 0–1            | 0–0          | 0–0          | 0–0        | [ 49 ]  |
| Naomi Ósakaová                         | 1.       | 0–2     | 0 %       | 0–2            | 0–0          | 0–0          | 0–0        | [ 50 ]  |
| Ons Džabúrová                          | 2.       | 4–2     | 67 %      | 3–1            | 0–0          | 1–1          | 0–0        | [ 51 ]  |
| Světlana Kuzněcovová                   | 2.       | 4–2     | 67 %      | 3–1            | 1–1          | 0–0          | 0–0        | [ 52 ]  |
| Paula Badosová                         | 2.       | 2–1     | 67 %      | 2–0            | 0–0          | 0–1          | 0–0        | [ 53 ]  |
| Anett Kontaveitová                     | 2.       | 5–3     | 63 %      | 3–2            | 2–1          | 0–0          | 0–0        | [ 54 ]  |
| Agnieszka Radwańská                    | 2.       | 8–5     | 62 %      | 7–5            | 0–0          | 1–0          | 0–0        | [ 55 ]  |
| Li Na                                  | 2.       | 3–4     | 43 %      | 2–2            | 1–2          | 0–0          | 0–0        | [ 56 ]  |
| Věra Zvonarevová                       | 2.       | 3–4     | 43 %      | 1–3            | 2–1          | 0–0          | 0–0        | [ 57 ]  |
| Barbora Krejčíková                     | 2.       | 0–1     | 0 %       | 0–1            | 0–0          | 0–0          | 0–0        | [ 58 ]  |
| Naděžda Petrovová                      | 3.       | 2–0     | 100 %     | 2–0            | 0–0          | 0–0          | 0–0        | [ 59 ]  |
| Jessica Pegulaová                      | 3.       | 4–1     | 80 %      | 4–1            | 0–0          | 0–0          | 0–0        | [ 60 ]  |
| Jelena Rybakinová                      | 3.       | 2–1     | 67 %      | 2–1            | 0–0          | 0–0          | 0–0        | [ 61 ]  |
| Elina Svitolinová                      | 3.       | 7–4     | 64 %      | 7–3            | 0–1          | 0–0          | 0–0        | [ 62 ]  |
| Maria Sakkariová                       | 3.       | 3–5     | 38 %      | 2–4            | 1–1          | 0–0          | 0–0        | [ 63 ]  |
| Sloane Stephensová                     | 3.       | 1–3     | 25 %      | 1–2            | 0–0          | 0–1          | 0–0        | [ 64 ]  |
| Jelena Dementěvová                     | 3.       | 0–1     | 0 %       | 0–0            | 0–0          | 0–0          | 0–1        | [ 65 ]  |
| Samantha Stosurová                     | 4.       | 7–1     | 88 %      | 6–0            | 1–1          | 0–0          | 0–0        | [ 66 ]  |
| Francesca Schiavoneová                 | 4.       | 4–1     | 80 %      | 2–0            | 1–1          | 1–0          | 0–0        | [ 67 ]  |
| Dominika Cibulková                     | 4.       | 5–2     | 71 %      | 4–2            | 1–0          | 0–0          | 0–0        | [ 68 ]  |
| Johanna Kontaová                       | 4.       | 4–2     | 67 %      | 3–0            | 0–0          | 1–2          | 0–0        | [ 69 ]  |
| Sofia Keninová                         | 4.       | 2–1     | 67 %      | 1–0            | 1–1          | 0–0          | 0–0        | [ 70 ]  |
| Caroline Garciaová                     | 4.       | 6–4     | 60 %      | 4–4            | 1–0          | 1–0          | 0–0        | [ 71 ]  |
| Kiki Bertensová                        | 4.       | 3–3     | 50 %      | 0–2            | 2–1          | 1–0          | 0–0        | [ 72 ]  |
| Belinda Bencicová                      | 4.       | 4–3     | 57 %      | 4–3            | 0–0          | 0–0          | 0–0        | [ 73 ]  |
| Bianca Andreescuová                    | 4.       | 0–1     | 0 %       | 0–1            | 0–0          | 0–0          | 0–0        | [ 74 ]  |
| Coco Gauffová                          | 4.       | 0–1     | 0 %       | 0–1            | 0–0          | 0–0          | 0–0        | [ 75 ]  |
| Lucie Šafářová                         | 5.       | 10–0    | 100 %     | 5–0            | 1–0          | 4–0          | 0–0        | [ 76 ]  |
| Eugenie Bouchardová                    | 5.       | 4–0     | 100 %     | 3–0            | 0–0          | 1–0          | 0–0        | [ 77 ]  |
| Anna Čakvetadzeová                     | 5.       | 1–0     | 100 %     | 1–0            | 0–0          | 0–0          | 0–0        | [ 78 ]  |
| Sara Erraniová                         | 5.       | 6–1     | 86 %      | 5–1            | 1–0          | 0–0          | 0–0        | [ 79 ]  |
| Daniela Hantuchová                     | 5.       | 6–1     | 85 %      | 5–0            | 0–1          | 1–0          | 0–0        | [ 80 ]  |
| Jeļena Ostapenková                     | 5.       | 6–4     | 60 %      | 5–3            | 0–0          | 1–1          | 0–0        | [ 81 ]  |
| Carla Suárezová Navarrová              | 6.       | 7–6     | 54 %      | 5–5            | 0–1          | 1–0          | 1–0        | [ 82 ]  |
| Flavia Pennettaová                     | 6.       | 3–4     | 43 %      | 2–2            | 0–2          | 1–0          | 0–0        | [ 83 ]  |
| Danielle Collinsová                    | 7.       | 2–0     | 100 %     | 2–0            | 0–0          | 0–0          | 0–0        | [ 84 ]  |
| Čeng Čchin-wen                         | 7.       | 1–0     | 100 %     | 1–0            | 0–0          | 0–0          | 0–0        | [ 85 ]  |
| Roberta Vinciová                       | 7.       | 4–3     | 57 %      | 3–1            | 0–2          | 1–0          | 0–0        | [ 86 ]  |
| Madison Keysová                        | 7.       | 5–4     | 56 %      | 5–3            | 0–1          | 0–0          | 0–0        | [ 87 ]  |
| Patty Schnyderová                      | 7.       | 1–1     | 50 %      | 1–1            | 0–0          | 0–0          | 0–0        | [ 88 ]  |
| Marion Bartoliová                      | 7.       | 1–3     | 43 %      | 1–2            | 0–0          | 0–1          | 0–0        | [ 89 ]  |
| Jekatěrina Makarovová                  | 8.       | 6–4     | 60 %      | 4–2            | 0–0          | 2–2          | 0–0        | [ 90 ]  |
| Darja Kasatkinová                      | 8.       | 1–1     | 50 %      | 0–1            | 1–0          | 0–0          | 0–0        | [ 91 ]  |
| Ai Sugijamová                          | 8.       | 0–1     | 0 %       | 0–0            | 0–1          | 0–0          | 0–0        | [ 92 ]  |
| Veronika Kuděrmetovová                 | 9.       | 3–0     | 100 %     | 2–0            | 1–0          | 0–0          | 0–0        | [ 93 ]  |
| Coco Vandewegheová                     | 9.       | 3–0     | 100 %     | 1–0            | 1–0          | 1–0          | 0–0        | [ 94 ]  |
| Julia Görgesová                        | 9.       | 6–1     | 86 %      | 3–1            | 2–0          | 1–0          | 0–0        | [ 95 ]  |
| Andrea Petkovicová                     | 9.       | 5–6     | 45 %      | 5–4            | 0–1          | 0–1          | 0–0        | [ 96 ]  |
| Timea Bacsinszká                       | 9.       | 0–2     | 0 %       | 0–1            | 0–1          | 0–0          | 0–0        | [ 97 ]  |
| Kristina Mladenovicová                 | 10.      | 9–1     | 90 %      | 5–0            | 1–0          | 2–0          | 1–1        | [ 98 ]  |
| Beatriz Haddad Maiová                  | 10.      | 1–1     | 50 %      | 0–0            | 0–0          | 1–1          | 0–0        | [ 99 ]  |
| Maria Kirilenková                      | 10.      | 3–4     | 43 %      | 3–2            | 0–0          | 0–2          | 0–0        | [ 100 ] |
| Celkem                                 | —        | 237–163 | 59 %      | 174–112 (62 %) | 31–32 (49 %) | 30–17 (65 %) | 2–2 (50 %) |         |
| tučně aktivní hráčky;stav k dubnu 2024 |          |         |           |                |              |              |            |         |

## Poměr vzájemných zápasů s českými hráčkami
Přehled poměrů vzájemných zápasů Petry Kvitové s českými hráčkami.
| Hráčka                                 | max. WTA | poměr | úspěšnost | tvrdý       | antuka     | tráva       | zdroj   |
| Karolína Plíšková                      | 1.       | 4–2   | 67 %      | 2–1         | 1–1        | 1–0         | [ 36 ]  |
| Barbora Krejčíková                     | 2.       | 0–1   | 0 %       | 0–1         | 0–0        | 0–0         | [ 58 ]  |
| Lucie Šafářová                         | 5.       | 10–0  | 100 %     | 5–0         | 1–0        | 4–0         | [ 76 ]  |
| Barbora Strýcová                       | 16.      | 8–1   | 88 %      | 7–1         | 0–0        | 1–0         | [ 101 ] |
| Klára Koukalová                        | 20.      | 2–0   | 100 %     | 2–0         | 0–0        | 0–0         | [ 102 ] |
| Marie Bouzková                         | 24.      | 1–1   | 50 %      | 0–1         | 1–0        | 0–0         | [ 103 ] |
| Petra Cetkovská                        | 25.      | 1–0   | 100 %     | 1–0         | 0–0        | 0–0         | [ 104 ] |
| Iveta Benešová                         | 25.      | 3–1   | 75 %      | 3–0         | 0–1        | 0–0         | [ 105 ] |
| Linda Nosková                          | 28.      | 1–1   | 50 %      | 1–1         | 0–0        | 0–0         | [ 106 ] |
| Kateřina Siniaková                     | 31.      | 3–0   | 100 %     | 2–0         | 1–0        | 0–0         | [ 107 ] |
| Kristýna Plíšková                      | 35.      | 2–1   | 66 %      | 2–0         | 0–1        | 0–0         | [ 108 ] |
| Lucie Hradecká                         | 41.      | 1–1   | 50 %      | 1–0         | 0–1        | 0–0         | [ 109 ] |
| Denisa Šátralová                       | 55.      | 1–0   | 100 %     | 1–0         | 0–0        | 0–0         | [ 110 ] |
| Tereza Smitková                        | 57.      | 3–0   | 100 %     | 1–0         | 1–0        | 1–0         | [ 111 ] |
| Andrea Sestini Hlaváčková              | 58.      | 1–0   | 100 %     | 0–0         | 0–0        | 1–0         | [ 112 ] |
| Celkem                                 | —        | 41–9  | 82 %      | 28–5 (84 %) | 5–4 (55 %) | 8–0 (100 %) |         |
| tučně aktivní hráčky;stav k srpnu 2023 |          |       |           |             |            |             |         |